# St. Clemens (Hombruch)
Die römisch-katholische Kirche St. Clemens befindet sich im Dortmunder Stadtteil Hombruch (Stadtbezirk Hombruch). Sie ist die Pfarrkirche der gleichnamigen Pfarrei St. Clemens im Pastoralen Raum „Pastoralverbund im Dortmunder Süden“. Sier trägt das Patrozinium Clemens von Rom.

## Geschichte
Während der Industrialisierung im 19. Jahrhundert kamen mit dem beginnenden Tiefbau der Zeche Glückauf-Tiefbau viele katholische Arbeiter nach Dortmund-Hombruch.
Nachdem 1863 die Gründung einer eigenen Missionsgemeinde beschlossen worden war und die Gemeinde am 19. Oktober 1864 gegründet worden war, stellte der protestantische Industrielle Clemens Freiherr von Romberg am 15. Oktober 1866 den Katholiken ein Grundstück zur Verfügung, mit der Auflage, darauf ein Missionshaus mit Schule und später eine Kirche zu errichten. Durch Spenden und Anleihen finanziert, konnte in den Jahren 1870/71 für die schnell wachsende Gemeinde an dieser Stelle ein Kirchbau nach den Plänen des Paderborner Dombaumeisters Arnold Güldenpfennig realisiert werden.
Am 22. Juni 1870 wurde der Grundstein für die Kirche gelegt, die nach Entwurf des Architekten Arnold Güldenpfennig errichtet wurde. Bischof Konrad Martin von Paderborn nahm die feierliche Konsekration der Pfarrkirche am 14. September 1871 vor. Es wurde allerdings festgelegt, dass Kirchweih am letzten Sonntag im September gefeiert wird.
1873 wurde die Kirche zum ersten Mal ausgemalt.

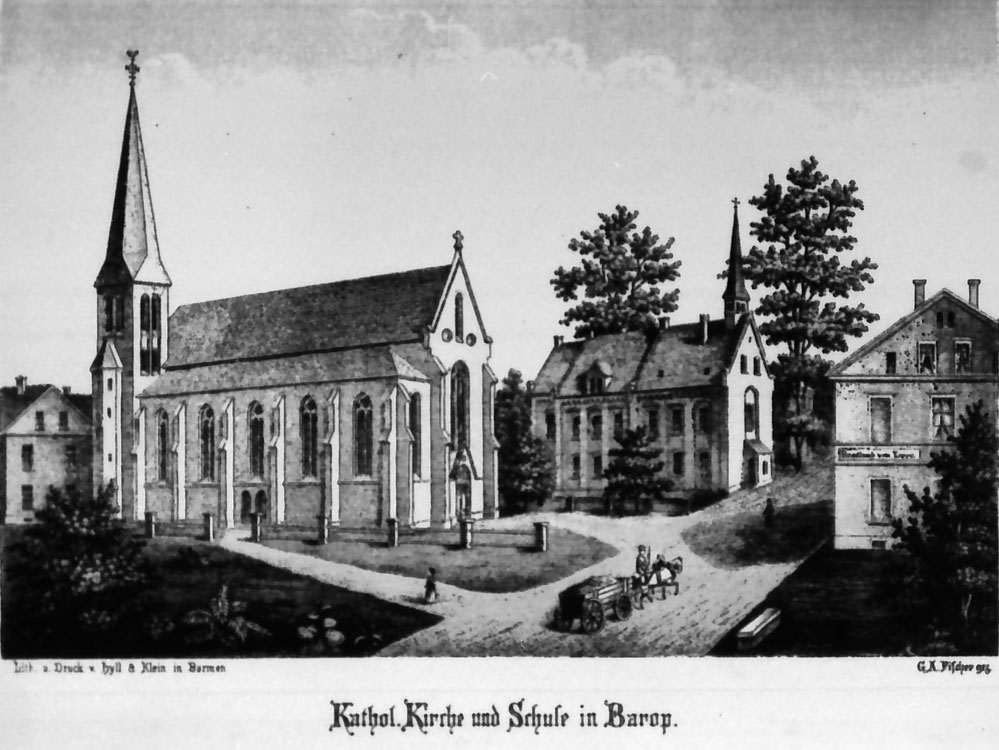
Außenansicht ca. 1875 (Postkarte)

Schon 1892 gab es erste Planung die Kirche zu erweitern, damit ca. 850–900 Gläubige Platz finden können. Erste Zeichnungen des projektierten Anbaus erfolgten im 1895. Die Ausführung der Arbeiten wurden 1896 durchgeführt. Hierbei wurde das Portal um 10 Meter in Richtung Westen versetzt und die fünfjochige Kirche durch 2 Joche ergänzt. Der vorhandene Kirchvorplatz wurde auf 4 Meter verringert.
1907 wurde die Kirche an die Wasserversorgung angeschlossen.
In den 1920er Jahren wurden zahlreiche Umbau- und Erweiterungs-Maßnahmen durchgeführt:
- 1921 erfolgte eine neue Ausmalung der Kirche.
- 1922 wurde elektrisches Licht installiert.
- 1923 wurden die im Ersten Weltkrieg beschlagnahmten Glocken ersetzt.
- 1924 wurde die Orgelbühne erweitert und eine Heizung eingebaut.
- 1926/1927 wurden neue farbige Fußbodenplatten verlegt und die Wandfliesen bis in Fensterhöhe hochgezogen.
- 1927: elektrisches Läutewerk und Orgelgebläse; Ersatz der einfachen Verglasung durch Farbverglasungen mit Heiligen-Darstellungen.
- 1928 wurde die Ausmalung ausgebessert und ergänzt.

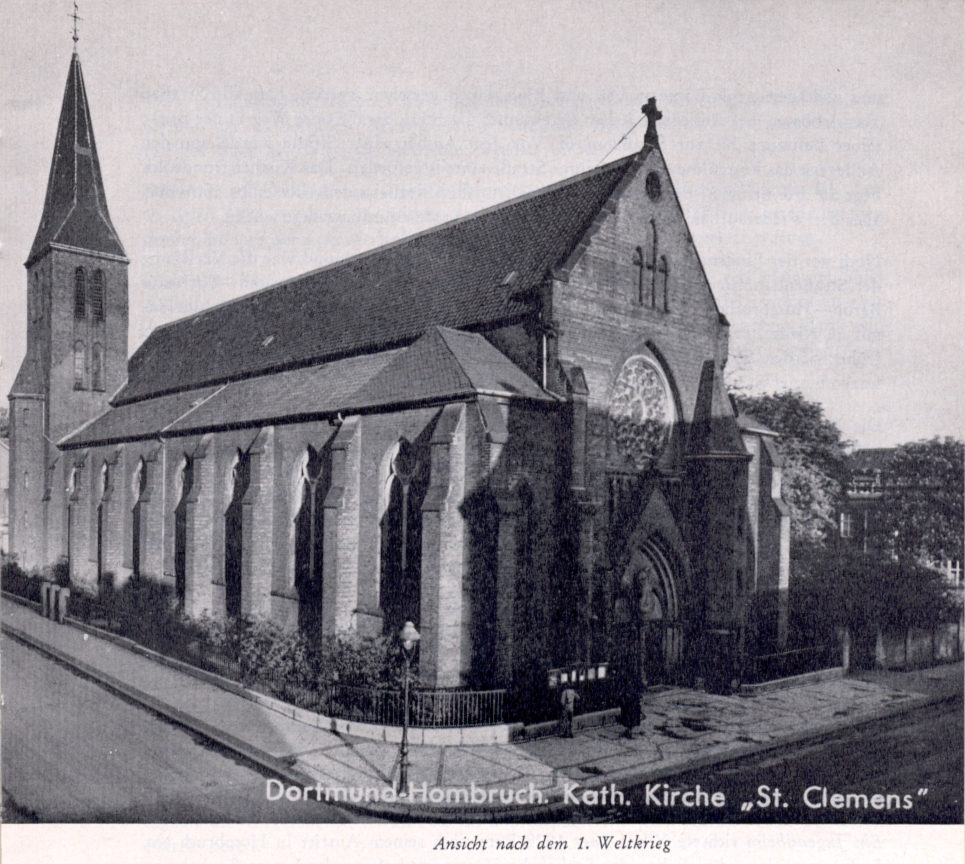
Außenansicht nach dem 1. Weltkrieg

Am 10. März 1945 wurde die Pfarrkirche durch einen alliierten Bombenangriff auf Dortmund in den letzten Tagen des Zweiten Weltkriegs teilweise zerstört. Kurze Zeit darauf wurde am 23. April 1945 mit den ersten Aufräumarbeiten begonnen. In 1947 wurde das neue Gewölbe erstellt. Die endgültige Wiederherstellung (u. a. mit dem Einbau der neuen Chorfenster) wurde mit der Konsekration durch den Generalvikar Dr. Friedrich Maria Rintelen am 27. Juni 1948 abgeschlossen. 1948 wurde auch das vierstimmige Gussstahl-Geläut mit den Tönen d′, f′, g′ und a′ geweiht.
Die auf Grund des Zweiten Vatikanischen Konzils notwendigen Veränderungen wurden im Jahre 1973 mit der Umgestaltung des Chors und dem Neubau der Eingänge auf der Südseite vorläufig abgeschlossen.
Ab 1982 wurde der Altarraum neu gestaltet. Am 2. Juni 1984 wurde der neue neoromanische Altar durch den Erzbischof Johannes Joachim Degenhardt geweiht.
Im Jahr 1991 erhielt die Kirche eine neue Farbfassung und die Industriedecke, die nach dem Zweiten Weltkrieg eingebaut wurde, wurde durch eine Holzdecke ersetzt. Zudem wurde mit dem Einbau der neuen Fenster begonnen. Das letzte Fenster mit einfacher Verglasung wurde im Jahr 2005 ersetzt.
Seit dem 14. September 1993 ist das Kirchengebäude unter der Nummer A 0657 als Baudenkmal in die Denkmalliste der Stadt Dortmund eingetragen.
Da die alte Lautsprecheranlage in die Jahre gekommen war, wurde am 23. November 2011 mit dem Einbau einer neuen, modernen Lautsprecheranlage der Steffen Systems begonnen.
2014 stellten sich Schäden an der Glockenanlage heraus. Die große Christus-Glocke wurde stillgelegt, die Josef-Glocke war nur eingeschränkt in Betrieb. Daher wurde beschlossen, einen Guss von neun neuen Bronzeglocken bei der Fa. Rincker zu beauftragen, die zusammen mit einer vorhandenen alten Clara-Glocke in fis″ ein zehnstimmiges Geläut ergeben. Das neue Geläut wurde 2016 eingebaut und ist nach der Glockenzahl das größte Geläut in Dortmund.
2020 hat der Kirchenvorstand beschlossen, eine gebrauchte Orgel aufzukaufen. Die „neue“ Klais wird nach dem Aufstellen restauriert.
2021 wurde das 150-jährige Kirchweihjubiläum begangen. Auf Anfragen des Pfarrers überließ Erzbischof Hans-Josef Becker der Pfarrei in Erinnerung an die Kirchweihe am 14. September 1871 eine Kreuzreliquie. Diese wurde anschließend in ein Kreuzreliquiar von Markus Engert aus Würzburg gefasst und kann auch die Funktion eines Altarkreuzes übernehmen. Weiterhin wurde ein neuer Kirchweihornat des Künstlers Claus Kilian angeschafft mit der Thematik des Himmlischen Jerusalems und eine Festschrift zur Entstehung der Pfarrkirche herausgegeben. Am letzten Sonntag im September hielt Weihbischof Berenbrinker aus Paderborn ein Pontifikalamt zur Erinnerung an die Kirchweihe.

## Architektur

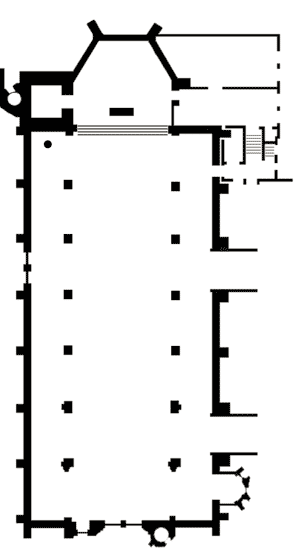
Grundriss, oben Osten

Es handelt sich um eine dreischiffige Kirche im Stil der Neugotik.
Der polygonale ⅝-Chor hat ein Rippengewölbe, die Seitenschiffe Kreuzrippengewölbe in Backsteinstruktur. Das Maßwerk der Fenster und der Fensterrose in der Westfront ist schlicht. Die eckigen Pfeiler zeigen mit gefassten Kanten und schlichtem Kapitellprofil eher eine sparsame klassizistische Form, allerdings ohne Basis. Der gesamte Raum wirkt längsbetont und findet hinter dem Triumphbogen im Chor seinen Abschluss.

## Kirchenfenster

### Nord- und Südseite
Die St.-Clemens-Kirche in Hombruch birgt als besonderen Schatz die dreizehn (Seiten-)Fenster nach Entwürfen des Künstlers Egon Stratmann. Folgende Motive finden sich auf den Fenstern der Pfarrkirche:

#### Fenster an der Nordseite
| Fenster        | Motiv                                 | Einbaujahr | Beschreibung |
| -------------- | ------------------------------------- | ---------- | --- |
| 1. Nordfenster | Christus „Omega“                      | 1991       | Das Fenster muss von unten nach oben betrachtet werden; denn in der Rundung ist der Christus der Endzeit abgebildet, auf den die ganze Schöpfung sich hin entwickelt. Unten rechts im Fenster deuten Jahreszahlen auf die Entdeckung Amerikas durch Kolumbus vor 500 Jahren hin. Die christlichen Eroberer richteten in den entdeckten Ländern das Kreuz auf. Aber es erwächst aus einem blutigem Rot, in das die ganze Szene getaucht ist: ein Symbol für das Blutbad, das die Eroberer unter den Indios angerichtet haben. Die vornehmen Spanier „zertreten“ die vermeintlich tief unter ihnen stehenden Eingeborenen. Auf der linken Seite steht der Mönch Las Casas vor Karl V. und fordert eine christliche Behandlung der Indios. Darüber ist eine Indiozeichnung in das Fenster eingefügt worden: ein Mayapriester tötet einen Indio im Glauben, er könne seinen Gott durch ein Menschenopfer versöhnen. Daneben ragt rechts das Kreuz auf – auch Christus opfert sich, um Gott zu versöhnen. Aus dem Blutrot erhebt sich das Kreuz in immer lichtere Höhen. Über der Szene mit dein Menschenopfer steht Franziskus Xaverius. Auf sein Missionsgebiet Asien weist der indische Elefantengott hin, dem Franziskus das Kreuz entgegenhält. Darüber ist in einem blumigen Medaillon visionär eine christliche Stadt dargestellt. Der Künstler hat dabei an den Jesuitenstaat in Paraguay im 17. und 18. Jahrhundert gedacht, in dem die Indios das Gegenteil von Unterdrückung und Ausbeutung erfahren sollten; aber den Mächtigen der damaligen Zeit, die um ihre Profite bangten, war dieser Staat ein Dorn im Auge, und er wurde – auch mit Billigung der Kirche – verboten. „Diese Welt ist ungeeignet für Gottes Reich“ (Hochwälder). Im oberen Teil des Fensters wechseln die Farben zum Goldton hin, der Farbe für die Göttlichkeit. In der goldenen Kuppel steht der Baum des Lebens, wie ihn Johannes in der Offenbarung beschreibt. Im weichen Blau dahinter ist die Zeichnung der „neuen Stadt“ aus der Offenbarung zu erkennen. Alle Szenen und Visionen aber gipfeln in dem Bild des endzeitlichen Christus in der goldenen Fläche. Fünf purpurrote Farbflecke symbolisieren seine erlösenden Wundmale. |
| 2. Nordfenster | Fenster der Frauen                    | 1991       | In der Rundung und den beiden Bildern darunter wird Maria dargestellt, an der sich das Frauenbild der Kirche ausrichtet. Das obere Bild ist angelehnt an die Ikone der „Immerwährenden Hilfe“. Darunter sieht man links Maria und Elisabeth, beide schwanger, und rechts die Pieta, Maria mit dein toten Sohn – der Spannungsbogen im Leben der Mutter Gottes. Das obere Bild und die Heimsuchung sind von Gold umflossen, Zeichen göttlicher Begnadung. Die Pieta ist in Violett gehalten, der Farbe der Trauer und des Leidens. Unter diesem Ideal der Frauen werden die Lebenssituationen und Wirklichkeiten der Frauen unserer Zeit dargestellt. Links sehen wir das Bild einer traditionellen Familie, rechts Frauen in Berufen: eine Ordensfrau, eine Ärztin, eine Frau mit dem Doktorhut und eine schlanke, moderne Frau. Darunter stehen rechts eine Frau im Ballkleid, eine Frau im Hosenanzug mit einer Maske in der Hand, eine Sportlerin in Fechtkleidung und eine normale, etwas rundliche Frau, die dein Trend der Zeit, schlank, fit und immer modisch aktuell zu sein, nicht folgen kann. Links steht eine alleinerziehende Mutter mit zwei Kindern, darunter eine Vincentinerin. Sie soll an eine Ordensfrau dieser Kongregation erinnern, die lange in der Clemens-Gemeinde gewirkt hat und an die man dankbar zurückdenkt. Neben der Nonne erkennt man eine Caritas-Mitarbeiterin, auf deren Einsatz heute jede Gemeinde angewiesen ist. Im linken unteren Feld steht eine Frau vor einer Kirche. Sie ist nachdenklich, zögert. Sie steht für die vielen Frauen, die sich der Kirche gegenüber kritisch distanziert verhalten. Unten rechts ist die leichtlebige Frau dargestellt. Sie fällt auf durch ihr rotes Gewand und den giftgrünen Farbfleck über ihr im Kontrast zu den vorherrschenden Blautönen, und sie gibt sich betont lässig. Hinter ihr zeichnet sich die Silhouette eines Mannes ab. |
| 3. Nordfenster | Kinderfenster                         | 1991       | In der Rundung sieht man auf goldenem Grund die heilige Dreifaltigkeit: die Schöpferhand Gottes zeigt mit dem Zeigefinger auf die Erde, das Zeichen des Kreuzes ist zu sehen, das für den Sohn steht, und die Form einer Taube umfasst alles. Gott erschuf die Welt, und er sah, dass alles sehr gut war. Diese gute Schöpfung, wie sie vor dem Sündenfall war, wird in den folgenden Szenen vorgestellt. In solch einer Weit sollten Kinder eigentlich leben. „Es werde Licht!“. Das goldene Licht, das die Dreifaltigkeit umfließt, strahlt nach unten und schiebt die Finsternis zur Seite. In der nächsten Szene sieht man, wie sich Himmel und Meer voneinander geschieden haben. Der Himmel zeigt ein helles, das Meer ein dunkles Blau. Rechts ist schon ein Stück braunes Land erkennbar. Darunter scheinen links Sonne, Mond und Sterne, und rechts sprießt das Grün, wachsen leckere Früchte. Im nächsten Sektor wimmelt es von Fischen und anderen Meerestieren, und darüber fliegen Vögel. Dabei ist auch ein bunter Hahn. Daneben tummeln sich die Tiere des Waldes und Feldes; ganz unten sitzen ein Igel und ein Hase mit langen Ohren, im Hintergrund lacht ein Affe. Und daneben steht das erste Menschenpaar. Ganz unten tanzen fröhlich Kinder aller Rassen und Hautfarben im Reigen. In Gottes guter Schöpfung sind sie alle gleich, sie fassen sich an und verstehen sich. So wie es im Anfang war, müsste es wieder werden: ein Paradies für Kinder! |
| 4. Nordfenster | Bischof Wilhelm Emmanuel von Ketteler | 1993       | In der Rundung sieht man das Bild des Bischofs Wilhelm Emmanuel Freiherr von Ketteler. Er wurde 1811 geboren, stammte aus einem alten Adelsgeschlecht, war zuerst Jurist und wurde 1844 Priester. Sechs Jahre später trat er das Bischofsamt in Mainz an. Als Mitglied der Frankfurter Nationalversammlung und des Reichstages hat er sich immer auch politischen Problemen gestellt. Er trat für die Unabhängigkeit der Kirche vom Staat ein und bereitete die Wendung der katholischen Kirche zu sozialpolitischer Tätigkeit von Deutschland aus vor, wobei er die Ideen Kolpings aufgriff. Unter dem Bild des Bischofs, das mit der violetten Farbe auf sein Amt hinweist, ist in mehreren Szenen die Arbeitswelt dargestellt: die Arbeit im Bergbau, die Arbeit im Stahlwerk. Kohle und Stahl waren die Lebensgrundlagen für Dortmund und speziell auch für Hombruch. Auf der linken Seite sieht man Bergleute, die einen Streb ausbauen, darunter ist das geschwärzte Gesicht eines Bergmannes dargestellt. Auf der rechten Seite des Fensters erkennt man Arbeiter in einem Stahlwerk. Auf zwei Schrifttafeln sind Texte aus Kettelers Schriften zur Arbeiterfrage zitiert. |
| 5. Nordfenster | Heiliger Papst Clemens von Rom        | 2002       | Das elfte Kirchenfenster, das wieder von dem Künstler Egon Stratmann geschaffen wurde und am Kirchweihfest 2002 (29.09.2002) in der Messe zum ersten Mal der Öffentlichkeit vorgestellt wurde, ist unserem Pfarrpatron Sankt Clemens gewidmet. Im Zentrum des Werkes steht ein Ausschnitt aus dem einzigen uns erhaltenen Brief unseres Pfarrpatrons, ein großartiger Text über die Liebe, der ähnlich dem so genannten neutestamentlichen Hohen Lied der Liebe aus dem Brief des Paulus an die Korinther diese göttliche Tugend besingt und zugleich Zeugnis ablegt davon, dass unser Pfarrpatron als Schüler des Petrus und des Paulus die Lehre der Apostel wirklich verinnerlicht hat. Oberhalb dieses Textes sieht man eine Taube mit einem Ölzweig im Schnabel, das alte Zeichen des Friedens, auf blassblauem Hintergrund. Wie einst nach der Sintflut eine Taube einen Zweig zu Noah brachte zum Zeichen, dass Gott den Menschen nicht länger zürnt, die große Flut ein Ende hat und Friede herrscht auf Erden, so verweist dieses Symbol im Fenster auf das Hauptanliegen des Clemensbriefes, Streit in der Gemeinde zu Korinth zu schlichten und Frieden zu schaffen, Spaltung zu überwinden und zur Einheit zu führen. So wird Clemens, der dritte Nachfolger des Petrus auf dem Bischofsstuhl von Rom wahrhaft zum Brückenbauer, zum Pontifex. Im oberen Maßwerk des Fensters taucht das Symbol des Pontifex Maximus, des obersten Brückenbauers oder Hohenpriesters auf, die Brücke mit den Schlüsseln zum Himmelreich. Jesus hatte sie bildhaft gesprochen dem Petrus als ersten übergeben, indem er ihm die Binde- und Lösegewalt übertrug. Dass Clemens von Rom, als vierter Papst gilt, macht auch die Initiale am Textanfang deutlich, die entsprechend unserem Hochgebet im Messbuch als Ersten den Petrus, erkennbar am umgekehrten Kreuz, dem Zeichen seines Martyriums, zeigt, dann Linus und Kletus und schließlich Clemens, unseren Pfarrpatron mit dem Zeichen des Ankers, der ihm der Überlieferung zufolge um den Hals gehängt wurde, als man ihn im Schwarzen Meer unweit von Chersonnes auf der Krim ertränkte. Die Umrisse der Krim und der Ort, an dem er seinen Glauben mit dem Tod besiegelte, sind unterhalb des Textes zu erkennen. Das Fenster unseres Pfarrpatrons hält eine Antwort auf die Frage „Wie können wir als Gemeinde Jesu Christi in unserer Gesellschaft leben?“ bereit: Seid erfüllt von jener Liebe, die Christus zu uns hat, und bemüht Euch um Eintracht mit allen. Die Frucht der Liebe zu der Christus uns befähigt ist nicht Zwietracht und Streit. Oder kürzer: Löst eure Konflikte aus dem Geist der Liebe und Eintracht. Unser Papst, Johannes Paul II., hat in dem von ihm gewählten Papstnamen sich an Paulus gebunden. Nomen est Omen. In Fortführung des Wunsches Pauli und des Heilige Clemens hat er zweimal bereits die großen Religionsführer in Assisi zusammengerufen, damit Religion nicht weiterhin als Wurzel des Streites unter den Völkern angesehen werden kann. Der Figurenfries oben im Fenster zeigt die Zusammenkunft der Religionsführer in Assisi und zeigt eine Möglichkeit, wie der Mahnung des Paulus heute entsprochen werden kann: Seid untereinander so gesinnt, wie es dem Leben in Christus entspricht. Unser Gott hat keine Berührungsängste. So finden Paulus und Clemens auch heute noch Hörer, die nicht nur Ja sagen, sondern auch Ja tun. Ich bin überzeugt, dass der Geist Gottes auch einem jeden von uns Wege zeigt, zu Einmütigkeit und Eintracht. „Tätige Liebe heilt alle Wunden, bloße Worte mehren nur den Schmerz.“ (Pfarrer Johannes Helle +) |
| 6. Nordfenster | Wilhelm Oberhaus                      | 2005       | Es ist das vorletzte von 13 Fenstern der Pfarrkirche, die mit besonderer Thematik gestaltet wurden. Wilhelm Max Oberhaus war von 1933 bis 1938 Kaplan in der Pfarrei Sankt Clemens. In der Auseinandersetzung mit dem Nationalsozialismus wurde er 1941 verhaftet und starb 1942 im Konzentrationslager Dachau an den Folgen der Haft und den erlittenen Misshandlungen. Er trug die Häftlingsnummer 27826. Er reiht sich ein in die Schar der insgesamt 20 Märtyrer der Erzdiözese Paderborn in der Verfolgung durch die Nazis. Das Fenster ist geprägt von den Farben Schwarz - Weiß - Rot, den Farben des Regimes, die aber in ihrer Umkehrung als Nationalfarben für Unrecht, Verfolgung und Mord stehen. Hier steht das Rot in großer Fläche als Farbe für Mord und Terror. Das Schwarz mit seinen Graunuancen zeichnet Leid nach. Ihrer Würde beraubt, werden die Menschen in Haft in die gestreifte Häftlingskleidung gepresst und sind nur als Nummer existent. Dieses Einzwängen in das Streifengitter der Kleidung, hinter Stacheldraht, nimmt ihnen ihre Daseinsberechtigung als Menschen und als Individuen. Der Häftling Oberhaus steht dort mit seiner Nummer 27826. Der Stacheldraht der Einzäunung zieht sich über die Szene. Über der Aufreihung der Häftlinge ist der Hohnspruch über dem KZ-Tor erkennbar: ARBEIT MACHT FREI, der aber in der Wirklichkeit der Haft Folter und Massenmord bedeutete. Der Anonymität und Entwürdigung des Einzelnen entgegen steht darüber aber das Bekenntnis zum einzelnen Menschen und Opfer des Terrors. Jeder Einzelne hat ein Gesicht, ist eine Persönlichkeit mit eigener Prägung. Es sind unten links beginnend folgende Opfer der Verfolgung: - Vikar Karl Friedrich Petersen, - Kaplan Wilhelm Oberhaus, - Vikar Otto Günnewich, - Vikar Heinrich König, - Josef Quinke, - Pater Franz Riepe, - Ernst Kuhlmann, - Pater Reinhold (Johannes) Unterberg, - Pater Peter Drozniak, - Volksschulrektor Anton Kurze, - Pater Kilian (Joseph) Kirchhoff, - Bruder Wolfgang (Fritz) Rosenbaum, - Lehrling Heinz Udo Hallau, - Theodor Roeingh, - Bruder Servulus (Alfons) Patermann, - Präses Franz Finke, - Rechtsanwalt Joseph Wirmer, - Wilhelm Emanuel Freiherr von Ketteler, - Schwester Angela (Maria) Autsch, - Ferdinand Freiherr von Lüninck. Im Fenster unten ist das Dunkle der Zeit, und der Widersinn dargestellt durch Schwarz und die Perversion in dem Erdgelb der Uniform des Regimes. Der SA-Mann ist Teil der Dunkelheit aber eben gesichtslos wie die Uniformierten in der Häftlingskleidung. Hier unten beginnt das Rot, das in der linken Hälfte des Fensters zum Fanal der Ungerechtigkeit wird. Links neben der Darstellung der Opfer sind zeichenhaft die fünf Geheimnisse des schmerzreichen Rosenkranzes gesetzt als Zeichen für die Gegenwart Christi in der Verfolgung. In der Häftlingskleidung ist das erste Geheimnis dargestellt: Der für uns Blut geschwitzt hat. Darüber mit den geißelnden Enden des Stacheldrahtes: Der für uns gegeißelt worden ist. Und immer noch läuft die Streifenstruktur der KZ-Häftlinge im Geschehen mit. Das dritte Geheimnis zeigt auf: Der für uns mit Dornen gekrönt worden ist. Und das vierte Geheimnis zeigt nun Christus, der in der Verfolgung mitleidet: Der für uns das schwere Kreuz getragen hat. Oben, im Rund des Spitzbogens, ist der gekreuzigte Christus Der für uns gekreuzigt worden ist, der mitleidende Bruder der Verfolgten und Ermordeten im fünften Geheimnis sichtbar. Sein Blut läuft hinein in das Blutrot der Verfolger und mischt sich damit. Christus ist gemeint in der Verfolgung und Tötung der Märtyrer. Ein goldwarmes Gelb, verstärkt durch das Licht im farbigen Glas, gibt aber die Antwort auf die Verfolgung. Schon beim Propheten Jesaja heißt es: „Sein Grab wird herrlich sein.“ |
| 7. Nordfenster | Heiliger Papst Johannes Paul II.      | 2015/16    | |

#### Fenster an der Südseite
| Fenster       | Motiv                                            | Einbaujahr | Beschreibung |
| ------------- | ------------------------------------------------ | ---------- | --- |
| 1. Südfenster | Christus „Alpha“                                 | 1991       | Von der Spitze des Fensters schaut uns Christus durchdringend an. Es ist ein Bild aus dem Evangeliar des karolingischen Kaisers Lothar, entstanden um 870. Dieser Christus steht über allem, von ihm geht alles aus. Strahlen seines überirdischen Goldglanzes fallen auf die Schöpfung und treffen sogar noch den Sünder. In diesem Fenster ist Christus das „Alpha“, der Anfang, im gegenüberliegenden Fenster das „Omega“, das Ende, auf das alles ausgerichtet ist. Unter dem Christusantlitz wird links die Vertreibung aus dem Paradies gezeigt. Der Engel mit dem Schwert treibt Adam und Eva nach dem Sündenfall aus dem Goldglanz, aus dem Paradies, aber nicht ins Hoffnungslose, denn rechts steht die neue Eva, Maria, die der Schlange den Kopf zertritt. Darunter ist über die ganze Breite des Fensters hin die Hochzeit zu Kanaan zu erkennen. Vorne stehen die steinernen Krüge. Maria tritt als Mittlerin auf und befiehlt den Dienern: „Was er euch sagen wird, das tut!“. Diese Worte gelten für uns alle. Unter der Hochzeitsszene wird – auf dem Bild der rechten Seite – Gottes unendliche verzeihende Liebe im Gleichnis vom verlorenen Sohn deutlich. Links zeigt der Samariter, dass Gottes Liebe uns auch verpflichtet; wir dürfen nicht vorübergehen wie die zwei kleinen Figuren im Hintergrund. Ganz unten rechts im Bild stellt sich Jesus zwischen die aufgebrachte Menge und die Sünderin. Ihr rotes Gewand deutet ihre Sünde an, wie Pfeile streckten sich die Arme der „Gerechten“ nach der Frau aus. Aber Jesus weist die Menge in die Schranken. „Wer von euch ohne Sünde ist, werfe den ersten Stein“. Wenn er verzeihen kann, müssen die Menschen, die selbst alle Sünder sind, das erst recht können. Die Rosen im linken unteren Sektor sind Sinnbilder für Maria: „Du geheimnisvolle Rose“ (Lauretanische Litanei). Sie betonen noch einmal ihre Wichtigkeit in Gottes Heilswerk. |
| 2. Südfenster | Selige Pauline von Mallinckrodt                  | 1991       | Pauline von Mallinckrodt wurde 1817 in Minden geboren. Sie setzte sich von Jugend an für den Dienst an kranken und hilfsbedürftigen Menschen ein. In Paderborn widmete sie sich besonders der Erziehung und Ausbildung blinder Kinder. 1847 übernahm sie hier die Leitung der katholischen Abteilung der Provinzialblindenanstalt. Zwei Jahre später – im Jahr 1849 – gründete sie die „Kongregation der Schwestern der Christlichen Liebe“, die zu der Sorge um die Blinden bald andere soziale Dienste und vor allem die Erziehung und den Unterricht in Schulen übernahm. Pauline von Mallinckrodt war hellhörig für die Nöte der Menschen im beginnenden Industriezeitalter. Ihr Einsatz für den Nächsten lebte aus ihrer Gottesliebe, besonders aus der Kraft der Eucharistie. In der Kulturkampfzeit wurde ihr Lebenswerk nahezu zerschlagen. Doch im Gehorsam gegen Gottes Willen durchstand sie alle Wirren der Zeit. Ihrer mutigen Entschlossenheit verdankt das Erzbistum Paderborn, dass der Bekennerbischof Konrad Martin im Dom beigesetzt werden konnte. Sie gewährte ihm während seiner letzten Lebensjahre in einer belgischen Filiale Asyl; seinen Leichnam ließ sie geheim nach Paderborn überführen. Am 30. April 1881 starb Pauline von Mallinckrodt im Rufe der Heiligkeit. (Die Feier des Stundengebetes, Eigenfeiern des Erzbistums Paderborn, Paderborn 1985) „Liebe“ ist das Leitwort ihres Lebens. Das ihr gewidmete Fenster ist in Rot getaucht, die Farbe der Liebe. In der Rundung ist ihr Gesicht abgebildet; die restliche Fläche des Fensters beherrscht eine „Schwester der christlichen Liebe“, die einem blinden Kind die Blindenschrift beibringt. Auf der Buchseite steht das „Vater unser“ in Blindenschrift. Pauline von Mallinckrodt wurde 1985 selig gesprochen. |
| 3. Südfenster | Heiliger Papst Johannes XXIII.                   | 1991       | Als Johannes XXIII. 1958 im Alter von 77 Jahren zum Papst gewählt wurde, sprach man von einem „Übergangspapst“. Aber gerade dieser Oberhirte schaffte es, gegen vielfache Widerstände ein Konzil einzuberufen und eine zeitgerechte Verkündigung des Evangeliums zu verlangen. „Aggiornamento“ wurde zu einem vielzitierten Wort, das viele Menschen mit neuer Hoffnung und neuem Elan erfüllte. Durch sein kollegiales Verhalten stärkte er die Rolle der Bischöfe. Er öffnete Türen zu anderen christlichen Kirchen im Geiste der Ökumene. In seinen Enzykliken „Mater et Magistra“ und „Pacem in terris“ forderte er soziale Gerechtigkeit und stellte Grundlagen eines friedlichen Zusammenlebens der Völker vor. Johannes XXIII. starb 1963 nach fünfjährigem Pontifikat; niemand sprach mehr von einem „Übergangspapst“. Mit seinem mutigen Schritt („Lasset frischen Wind herein“) ist er in die Geschichte eingegangen. Das ihm gewidmete Fenster zeigt in der Rundung sein Bild. Er trägt nicht die Tiara, sondern die Bischofsmitra, und er lächelt, wie er es auch zu Lebzeiten getan hat. Der Goldton symbolisiert die Gottesnähe. Am linken Bildrand sieht man ein geöffnetes Fenster, durch das der frische Wind, ein neuer Geist, einziehen kann. Rechts daneben deutet das Stück eines Kreises eine Weltkarte an. Darunter ist das Rund des Petersplatzes mit dem Petersdom zu sehen. Die Bischöfe aus aller Weit und viele Menschen haben sich hier zum Konzil versammelt. In der Mitte ragt das Kreuz auf, darüber schwebt eine Taube, und darüber erkennt man das Antlitz Gottes. Die Heilige Dreifaltigkeit wird so in Anlehnung an die mittelalterliche Form des „Gnadenstuhls“ dargestellt. Papst Johannes XXIII. wurde am 3. September 2000 in Rom selig gesprochen. |
| 4. Südfenster | Heilige Edith Stein                              | 1991       | Edith Stein wurde am 12.10.1891 als Tochter eines jüdischen Kaufmanns in Breslau geboren. Obwohl ihre Mutter sich in der Erziehung streng an das jüdische Gesetz hielt, verlor Edith Stein nach eigener Aussage mit etwa vierzehn Jahren den Glauben der Väter. Sie nannte sich selbst eine Atheistin, eine Gottlose, weil sei nicht an das Dasein Gottes glauben konnte. Als Schülerin und später Assistentin des berühmten Philosophen Edmund Husserl promovierte sie 1917 zum Doktor der Philosophie. Ihre Suche nach der Wahrheit führte sie zu dem, der die Wahrheit ist, zu Jesus Christus. Am Neujahrstag 1922 ließ sie sich in der Pfarrkirche von Bad Bergzabern taufen. Im Oktober 1933 trat sie in den Karmel zu Köln ein. Nach der Reichspogromnacht 1938 floh sie nach Holland. Als die holländischen Bischöfe am 26.7.1942 einen Hirtenbrief gegen die Judenverfolgung verlesen ließen, rächten sich die Nazis, indem sie alle katholischen Juden verhafteten uni sie in den Osten zu deportieren. Erst als Christin war Edith Stein die Bedeutung des jüdischen Volkes in der Heilsgeschichte aufgegangen. Sie identifizierte sich mit ihm und nannte die Juden „mein Volk“. Im Jahre 1942 wurde sie in Auschwitz hingerichtet. Ihr Tod als katholische Ordensschwester jüdischer Herkunft kann so zum Brückenschlag zwischen Christen und Juden werden. Neben ihrem Gesicht in der Rundung des Fensters ist die sinnbildlich dargestellt. Edith Stein steht zwischen der allegorischen Figur der „Ecclesia“ und der „Synagoge“. Die Synagoge wurde seit dem Mittelalter als blinde Frau dargestellt, die den Messias nicht erkannt hatte; ihr Speer war zerbrochen, weil die Ecclesia triumphiert hatte. Edith Stein überwand durch ihr Leiden als Jüdin und Christin Überheblichkeit und Vorurteile und zeigte, dass Ecclesia und Synagoge Schwestern sind. Die überwiegend violette Farbe des Fensters ist ein Symbol für das Leiden. Der Stacheldraht vor der Figurengruppe deutet auf das KZ Auschwitz hin. Edith Stein wurde am 11. Oktober 1998 heiliggesprochen. |
| 5. Südfenster | Heiliger Bischof Óscar Arnulfo Romero y Galdámez | 1991       | Oskar Arnulfo Romero wurde 1917 geboren. Er war theologisch und politisch eher konservativ eingestellt, und so begrüßte die herrschende Schicht seine Ernennung zum Erzbischof von San Salvador. Er hatte sich auch gegen marxistische Standpunkte in der Befreiungstheologie gewandt. Aber die Ermordung des Jesuitenpaters Rutilio Grande und die zunehmende Repression in EI Salvador bewirkten einen Wandel seiner Haltung. Er setzte sich nun entschieden für die Wahrung der Menschenrechte und für soziale Gerechtigkeit ein. Während eines Gottesdienstes wurde er 1980 von Mitgliedern einer Terrororganisation am Altar erschossen. Sein Gesicht in der Rundung des Fensters ist in Rot getaucht, die Farbe der Märtyrer. Dieses blutige Rot ergießt sich auch über den Altar, an dem der Erzbischof die Eucharistie feierte als man ihn ermordete. Die Mörder sieht man nur von hinten, sie sind gesichtslos. Kennzeichnend für sie sind ihre Helme und Waffen. |
| 6. Südfenster | Seliger Iacopone da Todi                         | 1991       | Iacopone da Todi, um 1230 geboren, übte den Beruf eines Advokaten ins, bis der plötzliche Unfalltod seiner jungen Frau sein Leben veränderte: er wurde gläubig und trat in den Bettelorden der Franziskaner ein. Im „Armutstreit“, einer Auseinandersetzung innerhalb des Ordens um die Verpflichtung zur Armut, setzte sich Iacopone radikal für die absolute Armut im Sinne des Heiligen Franz von Assisi ein und geriet dadurch in Konflikt mit Papst Bonifaz VIII, der ihn exkommunizierte und inhaftierte. Iacopone galt im Mittelalter als bedeutender religiöser Lyriker. In seiner Dichtung dachte er sich tief in die Leiden Christi ein. Davon zeugt das „Stabat Mater“, der kunstvolle lateinische Hymnus, der ihm zugeschrieben wurde. Da es von Iacopone keine Abbildung gibt, ist in die Rundung des Fensters das Gesicht Christi aus George Rotiaults Gemälde „Christus als Clown“ eingesetzt worden. Der schmerzlich-melancholische Gesichtsausdruck könnte auf sein Leiden im Gefängnis hinweisen. In das Fenster sind außerdem die ersten Zeilen des „Stabat Mater“ eingelassen und eine Kreuzigungsszene, die den Hymnus bildlich unterstreicht. |

### Chorraum
Die Fenster des Chorraumes wurden nach der Zerstörung im Zweiten Weltkrieg vom Künstler Walter Klocke entworfen.
- Leben Jesu: Verkündigung an Maria, Maria bei Elisabeth, Geburt, Darbringung im Tempel, der 12-jährige Jesus im Tempel
- Gnadenstuhl / Maria und Johannes unter dem Kreuz, Abendmahl
- Geistsendung; unten drei Frauen am Grab, Himmelfahrt Christi; oben Himmelfahrt Mariens, Krönung Mariens

### Weitere Fenster im Kirchenraum
Die weiteren Fenster wurden im Zuge der Renovierung der Kirche im Jahr 1991 eingebaut.
- Fenster mit Darstellung des Heiligen Clemens unterhalb der Orgelbühne (Künstler: Bernhard Riedel)
- Rosette (Künstler: Egon Stratmann)
- Ornament im Aufgang zur Orgelbühne (Künstler: Egon Stratmann)

### Fenster in der Sakristei
Die vom Künstler Bernhard Riedel entworfenen Fenster der Sakristei stellen verschiedene Heilige dar, die einen Bezug zur Pfarrei haben.
- Heiliger Clemens von Rom
- Heiliger Johannes der Täufer
- Heiliger Liborius
- Heilige Barbara
- Heiliger Franz von Assisi und Heilige Clara
- Heiliger Urban

## Orgeln
Zurzeit steht in der Kirche als Übergangsinstrument eine Walcker-Orgel, die vorher in der Friedenskirche in Wattenscheid als Chororgel genutzt wurde.

### Herbst-Orgel von 1867
Von 1867 bis 1897 war eine einmanualige Orgel des Dortmunder Orgelbauers Herbst in Benutzung. Dieses Instrument wurde aus dem Kirchsaal des Missionshauses 1871 mit in die neugebaute St.-Clemens-Kirche übernommen. Es hatte acht Register auf einem Manual und angehängtem Pedal:
| Manual C–       |    |
| Principal       | 8′ |
| Bordun          | 8′ |
| Gedeckt         | 8′ |
| Flaute Traverse | 8′ |
| Salicional      | 8′ |
| Octave          | 4′ |
| Flaute Douce    | 4′ |
| Octave          | 2′ |

| Pedal C–  |
| angehängt |

### Eggert-Orgel von 1898
Ab 1898 verfügte die Kirche über eine pneumatische Orgel mit 19 Registern auf Kegelladen von der Eggert Orgelbau-Anstalt in Paderborn. Dieses Instrument wurde beim Bombentreffer am 10. März 1945 zerstört.

| I Manual C–f3 |       |
| Bordun        | 16′   |
| Principal     | 8′    |
| Gamba         | 8′    |
| Doppelflöte   | 8′    |
| Trompete      | 8′    |
| Octave        | 4′    |
| Gedecktflöte  | 4′    |
| Octave        | 2′    |
| Mixtur IV     | 2 ⁄3′ |

| II Manual C–f3  |    |
| Geig. Principal | 8′ |
| Liebl. Gedeckt  | 8′ |
| Flauto amabile  | 8′ |
| Salicional      | 8′ |
| Aeoline         | 8′ |
| Gemshorn        | 4′ |

| Pedal C–d1 |     |
| Subbass    | 16′ |
| Posaune    | 16′ |
| Oktavbass  | 8′  |
| Cello      | 8′  |

- Koppeln: II/I, I/P, II/P
- Spielhilfen: Feste Kombinationen (Tutti, Mezzoforte)

### Stockmann-Orgel von 1951
Die im Jahr 1951 von dem Orgelbauwerkstatt Gebrüder Stockmann in Werl gebaute Orgel wurde am 8. September 1952 geweiht. Das Kegelladen-Instrument hatte 30 klingende Register und eine Transmission. Im Spieltisch waren jedoch mehr Registerschalter, das II. Manual ist vakant. Die Spiel- und Registertrakturen waren elektropneumatisch. Die Orgel wurde im Jahr 2015 an die Pfarrei der Katharinenkirche in Braniewo (früher Braunsberg, Ostpreußen) verkauft.

| I Manual C–g3 |                 |       |
| 1.            | Bordun          | 16′   |
| 2.            | Prinzipal       | 08′   |
| 3.            | Gedackt         | 08′   |
| 4.            | Salizional      | 08′   |
| 5.            | Oktave          | 04′   |
| 6.            | Gemshorn        | 04′   |
| 7.            | Rauschquinte II | 2 ⁄3′ |
| 8.            | Mixtur V–VI     | 1 ⁄3′ |
| 9.            | Trompete        | 08′   |

| II Manual C–g3 |                 |        |
| 10.            | Geigenprinzipal | 08′    |
| 11.            | Flöte           | 08′    |
| 12.            | Dolce           | 08′    |
| 13.            | Schwebung       | 08′    |
| 14.            | Rohrflöte       | 08′    |
| 15.            | Praestant       | 04′    |
| 16.            | Nasat           | 2 ⁄3′  |
| 17.            | Oktav           | 02′    |
| 18.            | Hohlflöte       | 02′    |
| 19.            | Terz            | 1 3⁄5′ |
| 20.            | Scharff IV      | 01′    |
| 21.            | Dulzian         | 16′    |
| 22.            | Oboe            | 08′    |

| Pedal C–f1 |               |     |
| 23.        | Prinzipal     | 16′ |
| 24.        | Subbass       | 16′ |
|            | Zartbass      | 16′ |
| 25.        | Gedacktbass   | 08′ |
| 26.        | Choralbass    | 04′ |
| 27.        | Waldflöte     | 02′ |
| 28.        | Hintersatz IV |     |
| 29.        | Posaune       | 16′ |
| 30.        | Trompete      | 08′ |

- Koppel: II/I, III/II, I/P, III/P
- Spielhilfen: 2 Freie Kombinationen, 16′ ab, HR ab

### Klais-Orgel von 1906/1907
Schließlich wurde in St. Clemens eine gebrauchte Orgel der Orgelbaufirma Klais (Bonn) (op. 335/1610) aufgebaut, die bislang in der Kirche St. Laurentius (Duisburg-Beeck) stand. Das Instrument wurde 1907 mit einem deutsch-romantischen Klangkonzept erbaut, ist aber später grundlegend verändert worden. Die Orgel hat 38 Register auf zwei Manualen und einem Pedal. Im September 2024 begann die Restaurierung dieser Orgel, welche das Ziel hatte, die Orgel bis auf die pneumatische Traktur in den Originalzustand zurückzuversetzen. Ein neuer Spieltisch nach historischen Klaisvorbildern mit moderner Sinua-Technik ist neu erstellt worden. Im Juni 2025 fand das Einweihungskonzert statt.
Die Disposition der Orgel lautet:
| I Hauptwerk C–g3 |            |    |
| Principal        | 16′        |    |
| Bordun           | 16′        |    |
| Principal        | 8′         |    |
| Fugara           | 8′         |    |
| Quintatön        | 8′         |    |
| Gemshorn         | 8′         |    |
| Dolce            | 8′         | *  |
| Flauto major     | 8′         | ** |
| Gedackt          | 8′         |    |
| Octave           | 4′         |    |
| Viola            | 4′         | ** |
| Hohlflöte        | 4′         | ** |
| Rauschquinte     | 2 ⁄3′ + 2′ |    |
| Mixtur V         | 4′         |    |
| Trompete         | 8′         | *  |

| II Schwellwerk C–g3 |     |    |
| Stillgedackt        | 16′ |    |
| Principalflöte      | 8′  |    |
| Viola di Gamba      | 8′  | ** |
| Salicional          | 8′  |    |
| Aeoline             | 8′  | ** |
| Vox coelestis       | 8′  | ** |
| Flauto amabile      | 8′  | ** |
| Lieblich Gedackt    | 8′  |    |
| Oktave              | 4′  |    |
| Rohrflöte           | 4′  |    |
| Flautino            | 2′  |    |
| Cornett III–IV      | 4′  |    |
| Clarinette          | 8′  | *  |

| Pedal C–f1  |         |          |
| Principal   | 16′     |          |
| Violon      | 16′     |          |
| Salicetbaß  | 16′     | *        |
| Subbaß      | 16′     |          |
| Zartbordun  | 16′     | (Tr. II) |
| Quintbaß    | 10 2⁄3′ | *        |
| Octavbaß    | 8′      |          |
| Violoncello | 8′      |          |
| Posaune     | 16′     | *        |
| Baßtuba     | 8′      | *        |

- * Rekonstruiertes Originalregister
- ** Wiedereingebautes Ursprungsregister dieser Orgel mit einzelnen rekonstruierten Pfeifen
- Ergänzte Effektregister: Campanello, Celesta, Stella Maris (Schalen), Stella Orientis (Krallen)

## Glocken
Insgesamt wurden vier Geläute in die St.-Clemens-Kirche eingebaut.

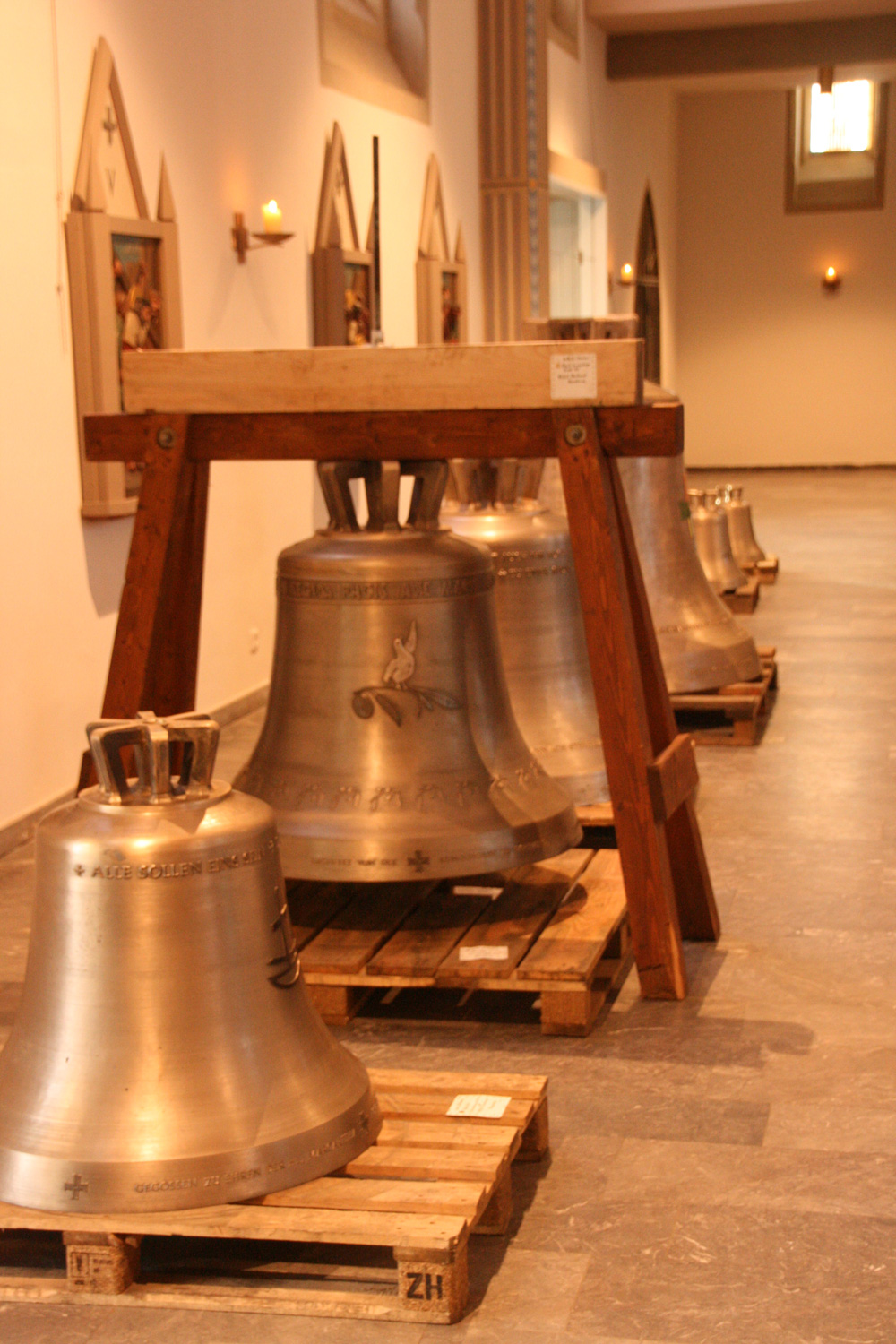
Neue Glocken in St. Clemens 2016

### Glocken von 1872
Die ersten Glocken wurden 1872 im Kirchturm aufgehängt (Hl. Clemens 1546 Pfund, Josephsglocke 930 Pfund, Marienglocke 607 Pfund und St. Clara 105 kg). Am 25. Juli 1872 wurden sie geweiht. Die Glocken Hl. Clemens, Josephsglocke und Marienglocke wurden von der Gießerei Petit & Gebr. Edelbrock hergestellt. Die Glocke St. Clara wurde von der Gießerei Wilhelm Zimmermann gegossen. Zu diesem Zweck wurden 25 Zentner Geschützbronze durch Kaiser Wilhelm I. überlassen. 1917 wurden die drei größten Glocken zu Kriegszwecken enteignet.

### Glocken von 1923
Das zweite Geläut mit drei Glocken, die von der Gießerei Glockengießerei Heinrich Humpert gegossen wurden, wurde 1923 installiert. Die Inschriften der drei Glocken lauteten: für die größte Glocke (f') „St. Mariae“, für die mittlere
Glocke (as') „St. Clementis patroni“, für die kleinste (b') „St. Margaretae martyris“. Zum 100-jährigen Gussjubiläum wurde die St. Clara-Glocke 1927 wieder aufgehängt. Im Zweiten Weltkrieg wiederholte sich das Schicksal der drei großen Glocken. Auch sie wurden zu Kriegszwecken beschlagnahmt.

### Glocken von 1948
Im Jahr 1948 wurde das dritte Geläut eingebaut. Die Stahlglocken wurde vom Bochumer Verein gegossen. Die Christusglocke (d'), 1640 Kilogramm schwer, hat die Inschrift „Unica Christus salus“; die Marienglocke (f') mit 980 Kilogramm trägt die Inschrift „Miseros Filios Mater respicias“; die Josephsglocke (g') mit 715 Kilogramm hat die Inschrift „St. Joseph custos sis familiae“ und die Clemensglocke (a') mit 505 Kilogramm trägt die Inschrift „St. Clemens protege gregem“. Die große Glocke musste bald nach 2010 aufgrund eines Schadens am Stahljoch stillgelegt werden.

### Glocken von 2016
Das vierte Geläut wurde im Jahr 2016 installiert. Mit seinen insgesamt 10 Glocken verfügt die Pfarrei St. Clemens über das größte Kirchengeläut in Dortmund.
| Nr. | Name                    | Gussdatum / Weihedatum                                                        | Gießer                             | Durchmesser (mm) | Masse (kg) | Schlagton (HT-1/16) | Inschrift |
| 1   | Christus                | 21. Okt. 2016 (Nr. 20163) 27. Nov. 2016                                       | Glocken- und Kunstgießerei Rincker | 1473             | 1842       | c1 +7               | Schulterinschrift „+ AMEN + ICH SAGE EUCH. WAS IHR FÜR EINEN MEINER GERINGSTEN SCHWESTERN ODER BRÜDER GETAN HABT + DAS HABT IHR MIR GETAN“ „+ HUNGRIGE SPEISEN + DURSTIGE TRÄNKEN + FREMDE BEHERBERGEN + NACKTE BEKLEIDEN + KRANKE PFLEGEN + GEFANGENE BESUCHEN + TOTE BEGRABEN“ Wolm-Inschrift „+ WENN WIR DIE HEILIGE PFORTE DURCHSCHREITEN + LASSEN WIR UNS UMARMEN VON DER BARMHERZIGKEIT GOTTES + UND VERPFLICHTEN UNS + BARMHERZIG ZU UNSEREN MITMENSCHEN ZU SEIN + SO WIE DER VATER ES ZU UNS IST“ Kleine Inschrift über der Schärfe „GEGOSSEN ZU EHREN UNSERES ERLÖSERS JESUS CHRISTUS IM HEILIGEN JAHR DER BARMHERZIGKEIT 2016 ALS FRANZISKUS PAPST UND BISCHOF VON ROM HANS-JOSEF BECKER ERZBISCHOF VON PADERBORN UND CHRISTIAN CONRAD PASTOR VON HOMBRUCH WAREN GESTIFTET MIT JE 1000 € VON 29 PERSONEN“ |
| 2   | Josef                   | 21. Okt. 2016 (Nr. 20164) 27. Nov. 2016                                       | Glocken- und Kunstgießerei Rincker | 1086             | 735        | f1 +10              | Schulterinschrift „+ HALTET AUCH IHR EUCH BEREIT + DENN DER MENSCHENSOHN KOMMT + ZU EINER STUNDE + IN DER IHR ES NICHT ERWARTET“ Wolm-Inschrift „+ DU MIT JESUS UND MARIA + WANN ICH STERB EIL SCHNELL HERZU + UND MIT JESUS UND MARIA + FÜHR MICH ZUR GEWÜNSCHTEN RUH +“ Kleine Inschrift über der Schärfe „GEGOSSEN ZU EHREN DES HL. JOSEF HOMBRUCH 2016 GESTIFTET VON DER REINOLDIGILDE ZU DORTMUND“ |
| 3   | Maria                   | 21. Okt. 2016 (Nr. 20165) 27. Nov. 2016                                       | Glocken- und Kunstgießerei Rincker | 989              | 571        | g1 +10              | Schulterinschrift „AVE MARIA REGINA PACIS“ Kleine Inschrift über der Schärfe „GEGOSSEN ZU EHREN MARIENS DER KÖNIGIN DES FRIEDENS HOMBRUCH 2016 GESTIFTET VON DER REINOLDIGILDE ZU DORTMUND REGINA PREEDY“ |
| 4   | Hl. Clemens             | 04.11.2016 (1. Versuch), 9. Dez. 2016 (2. Versuch, Nr. 20166) 18. Dez. 2016   | Glocken- und Kunstgießerei Rincker | 900              | 442        | a1 +10              | Schulterinschrift „+ SIMON + SOHN DES JOHANNES + LIEBST DU MICH + HERR + DU WEISST + DASS ICH DICH LIEBE + WEIDE MEINE LÄMMER + WEIDE MEINE SCHAFE“ Kleine Inschrift über der Schärfe „GEGOSSEN ZU EHREN DES HL. CLEMENS HOMBRUCH 2016 GESTIFTET VON WILLI UND SIEGRID SCHMIDT“ |
| 5   | Hl. Margaretha          | 21. Nov. 2016 (Nr. 20167) 27. Nov. 2016                                       | Glocken- und Kunstgießerei Rincker | 779              | 310        | c2 +13              | Schulterinschrift „+ ALLE SOLLEN EINS SEIN + DAMIT DIE WELT GLAUBT +“ Kleine Inschrift über der Schärfe „GEGOSSEN ZU EHREN DER HL. MARGARETHA HOMBRUCH 2016 GESTIFTET VON ANNELIESE HECEK“ |
| 6   | Hl. Patroklus           | 21. Okt. 2016 (1. Versuch); 9. Dez. 2016 (2. Versuch Nr. 20168) 18. Dez. 2016 | Glocken- und Kunstgießerei Rincker | 693              | 214        | d2 +13              | Schulterinschrift „+ SEI GETREU BIS IN DEN TOD + SO WILL ICH DIR DIE KRONE DES LEBENS GEBEN +“ Kleine Inschrift über der Schärfe „GEGOSSEN ZU EHREN DES HL. PATROKLUS HOMBRUCH 2016 GESTIFTET VON DER PFARREI ST. PATROKLI KIRCHHÖRDE“ |
| 7   | Franziskus Xaverius     | 4. Nov. 2016 (Nr. 20169) 27. Nov. 2016                                        | Glocken- und Kunstgießerei Rincker | 619              | 152        | e2 +12              | Schulterinschrift „+ GEHT IN ALLE WELT + UND MACHT ALLE MENSCHEN ZU MEINEN JÜNGERN +“ Kleine Inschrift über der Schärfe „GEGOSSEN ZU EHREN DES HL. FRANZISKUS XAVERIUS HOMBRUCH 2016 GESTIFTET VON DEN EHELEUTEN ANNA UND JOSEF POCHANKE“ |
| 8   | Hl. Clara               | 1827 unbekannt                                                                | Wilhelm Zimmermann                 | 562              | 105        | f2 +16              | Schulterinschrift „SANCTA KLARA ORA PRO NOBIS“ GEGOSSEN VON WILHELM ZIMMERMANN IM JAHR 1827 |
| 9   | Hl. Johannes der Täufer | 21. Okt. 2016 (Nr. 20170) 27. Nov. 2016                                       | Glocken- und Kunstgießerei Rincker | 530              | 104        | g2 +16              | Schulterinschrift „+ SEHT DAS LAMM GOTTES + DAS HINWEGNIMMT DIE SÜNDEN DER WELT“ Kleine Inschrift über der Schärfe „GEGOSSEN ZU EHREN DES HL. JOHANNES DES TÄUFERS HOMBRUCH 2016 GESTIFTET VON DER KATH. ST. JOHANNES-GESELLSCHAFT“ |
| 10  | Hl. Norbert             | 4. Nov. 2016 (Nr. 20171) 27. Nov. 2016                                        | Glocken- und Kunstgießerei Rincker | 461              | 72         | b2 +10              | Schulterinschrift „+ AMEN + KOMM HERR JESUS +“ Kleine Inschrift über der Schärfe „GEGOSSEN ZU EHREN DES HL. NORBERT HOMBRUCH 2016 GESTIFTET VOM PASTOR“ |

## Ausstattung

### Heiligenfiguren
Die Kirche verfügt über 15 Heiligenfiguren. 13 hiervon stehen auf Sockeln an den Kirchensäulen.

#### Heiligenstatuen auf der Nordseite
Die Heiligenfiguren auf den nördlichen Säulen der Kirche beginnend von Ost nach West.

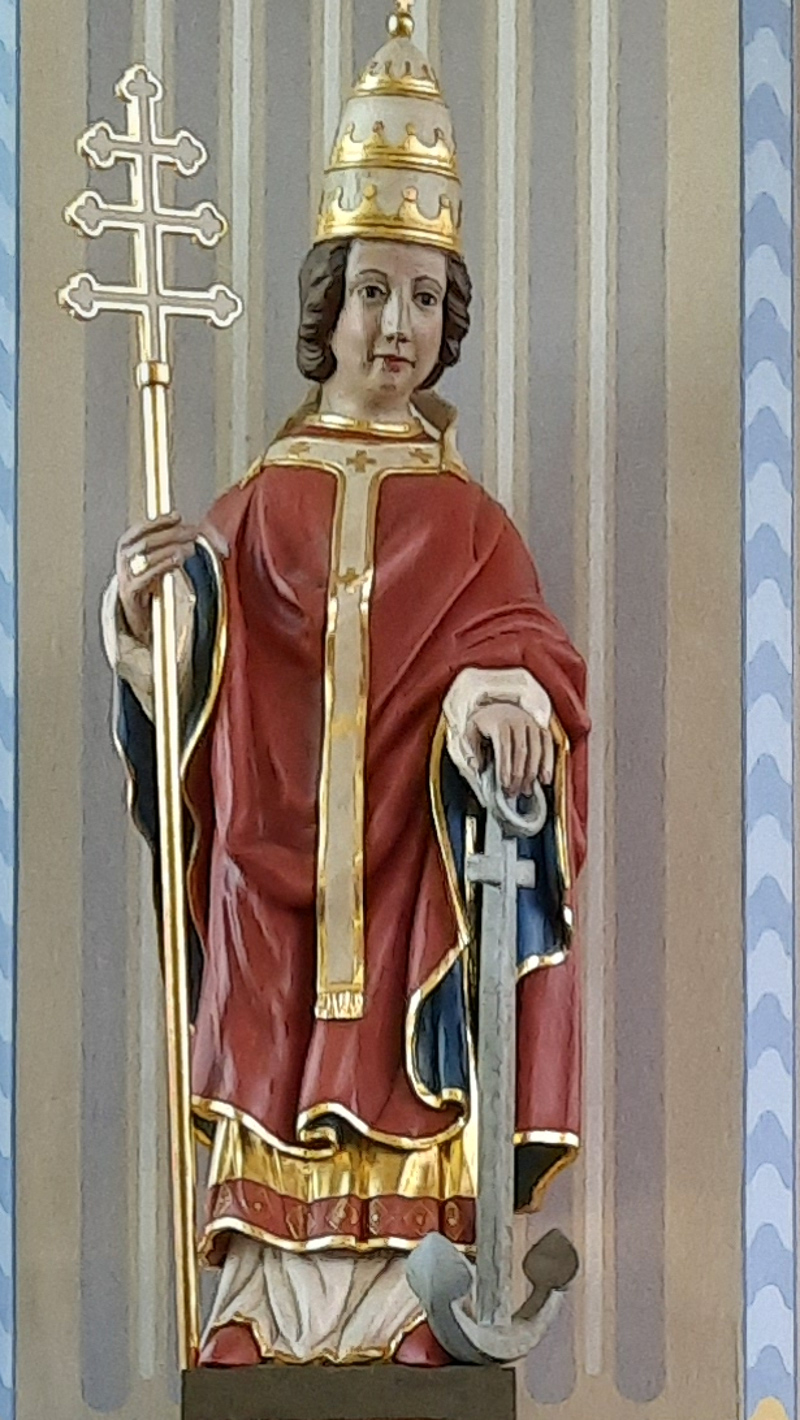
Nord 1 Heiliger Clemens von Rom
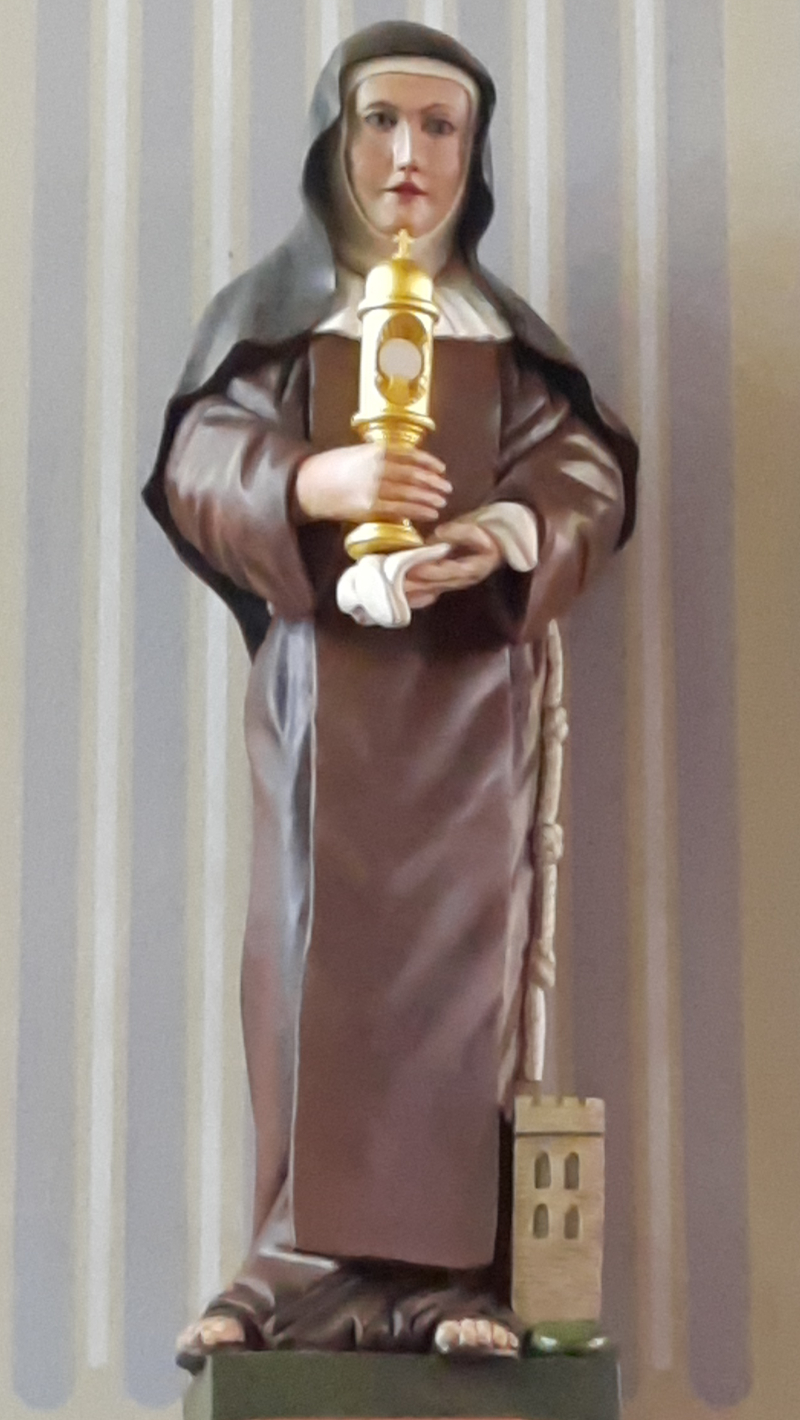
Nord 2 Heilige Klara von Assisi
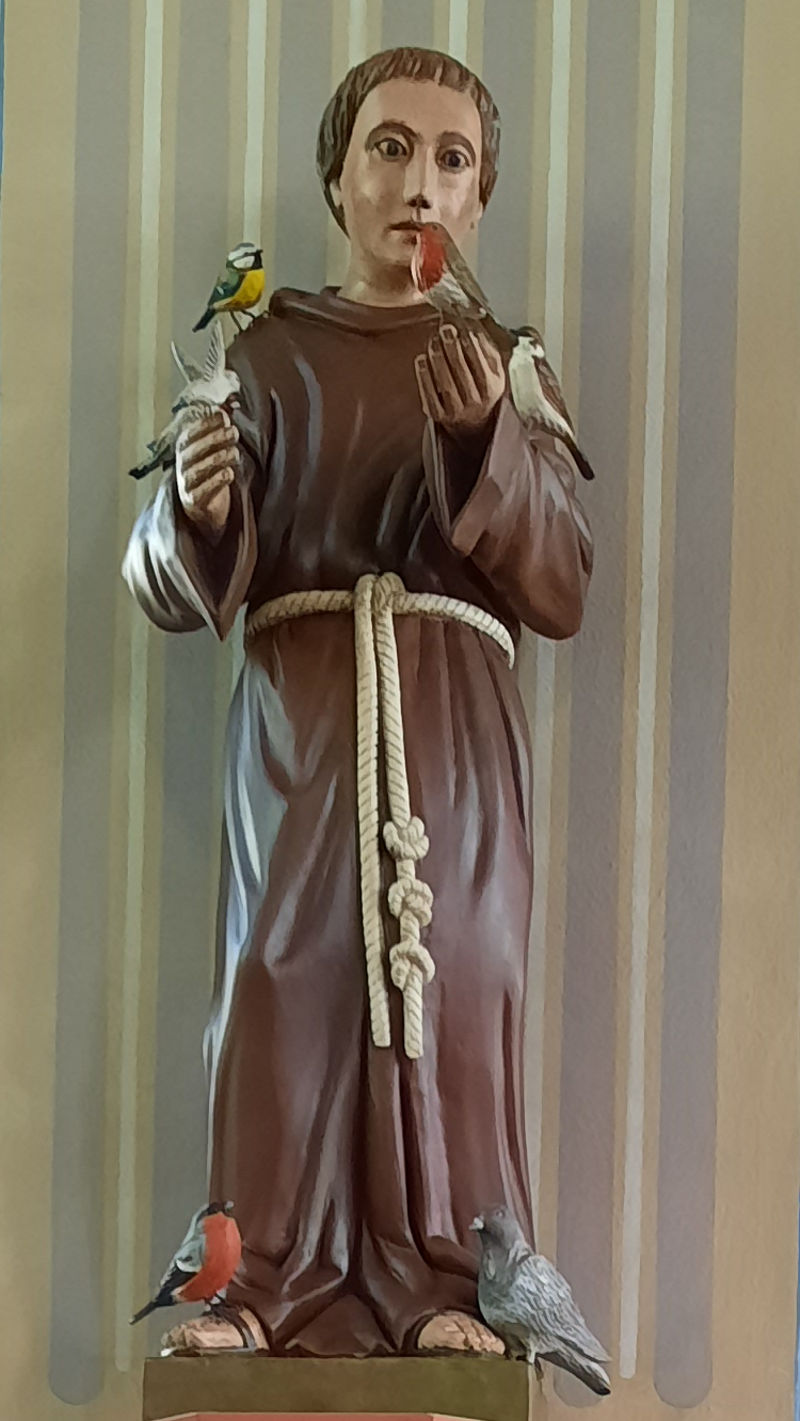
Nord 3 Heiliger Franz von Assisi
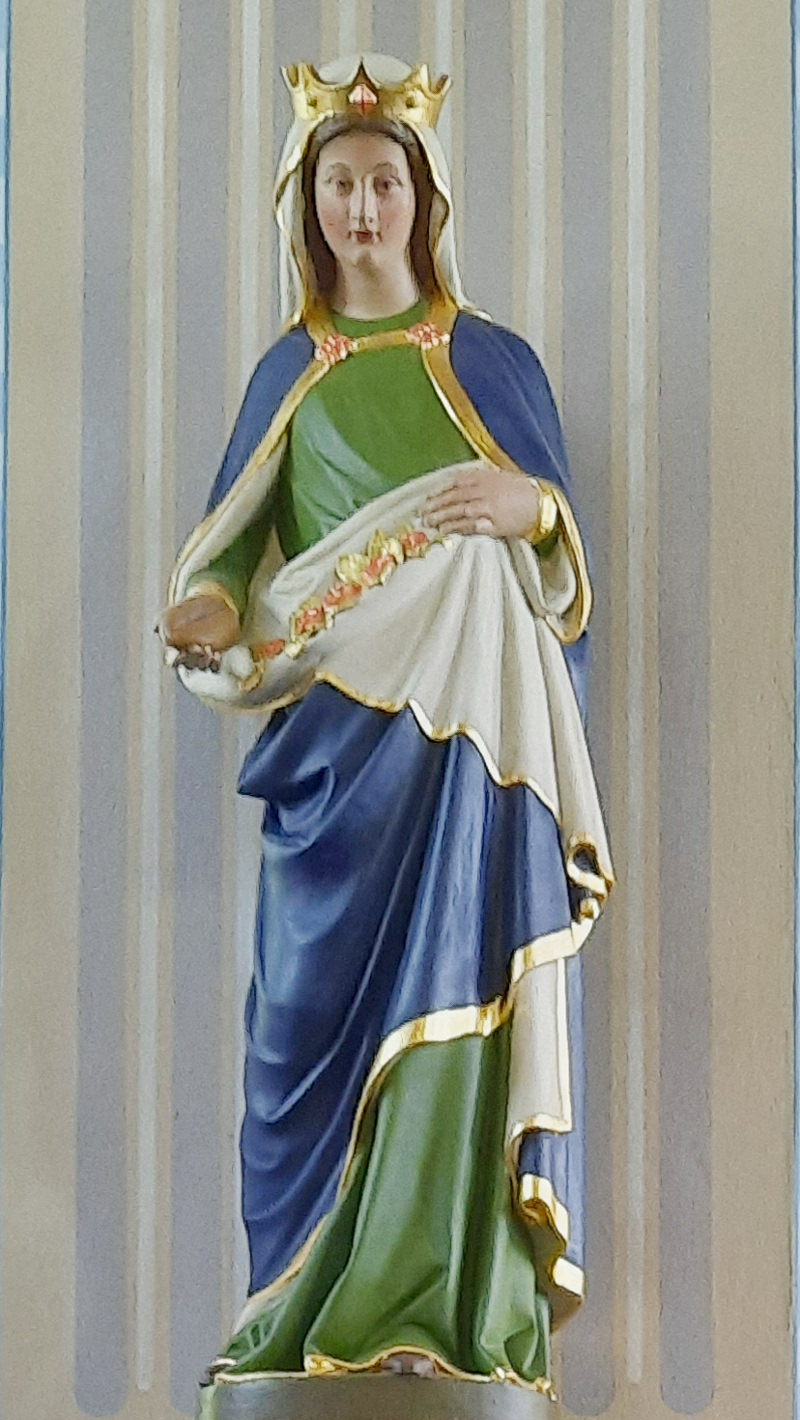
Nord 4 Heilige Elisabeth von Thüringen
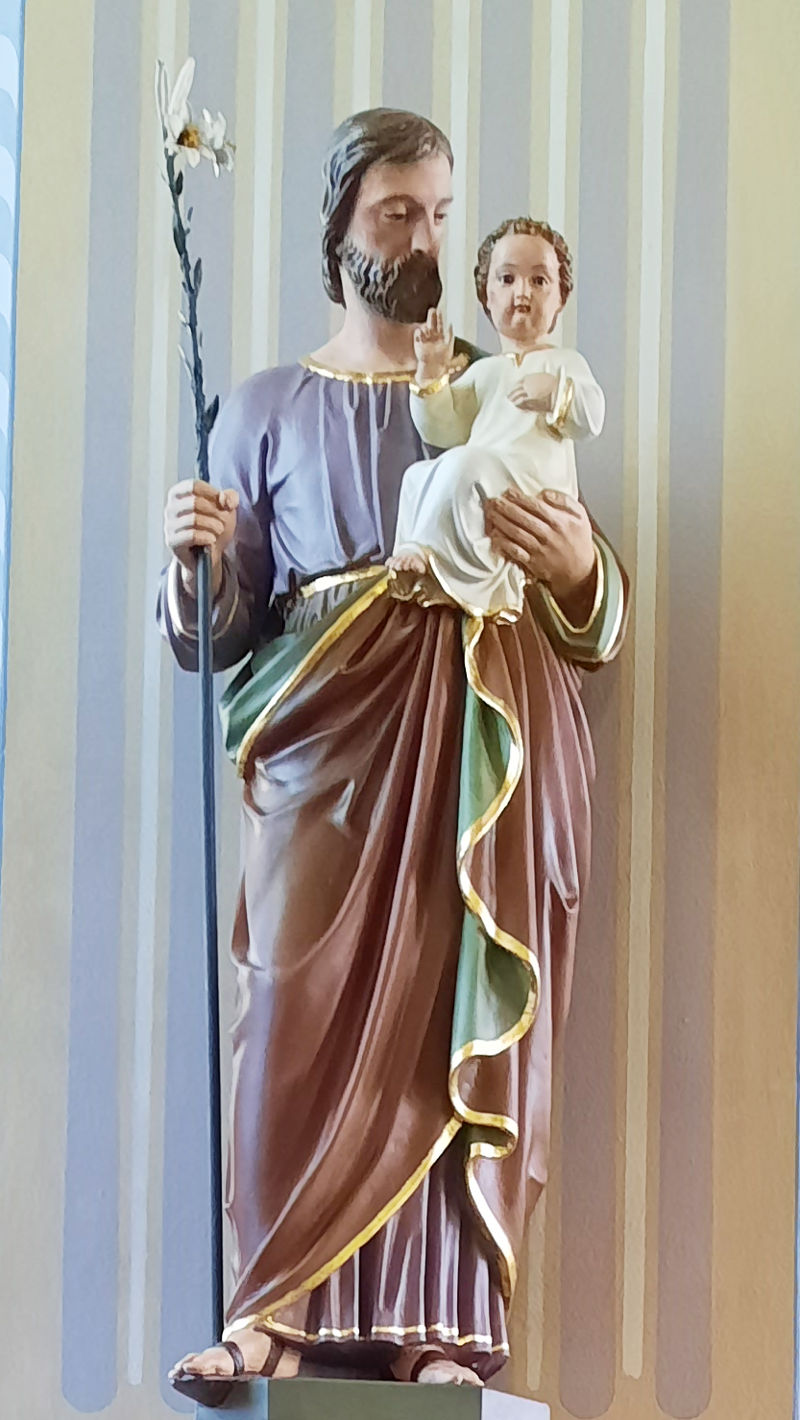
Nord 5 Heiliger Josef von Nazaret
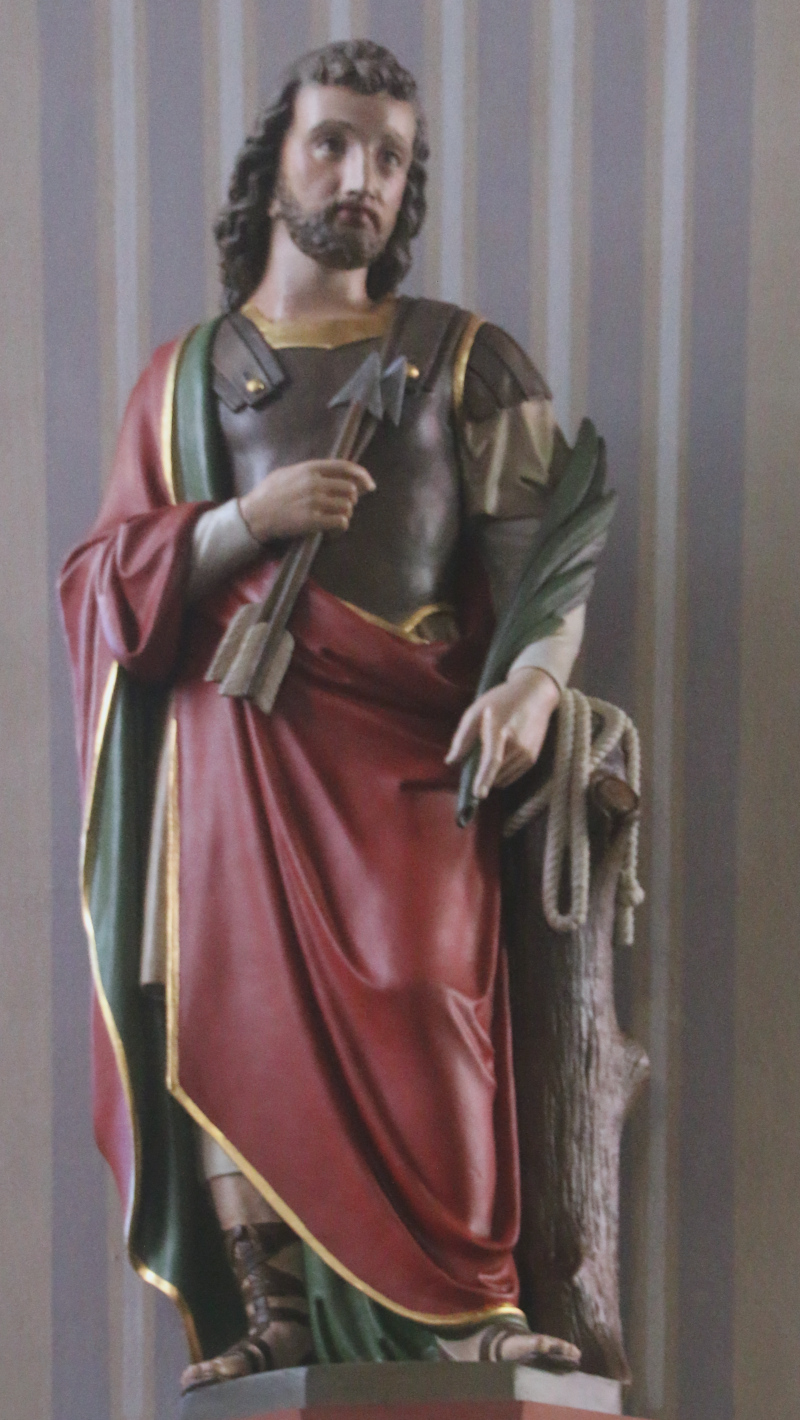
Nord 6 Heiliger Sebastian (Heiliger)
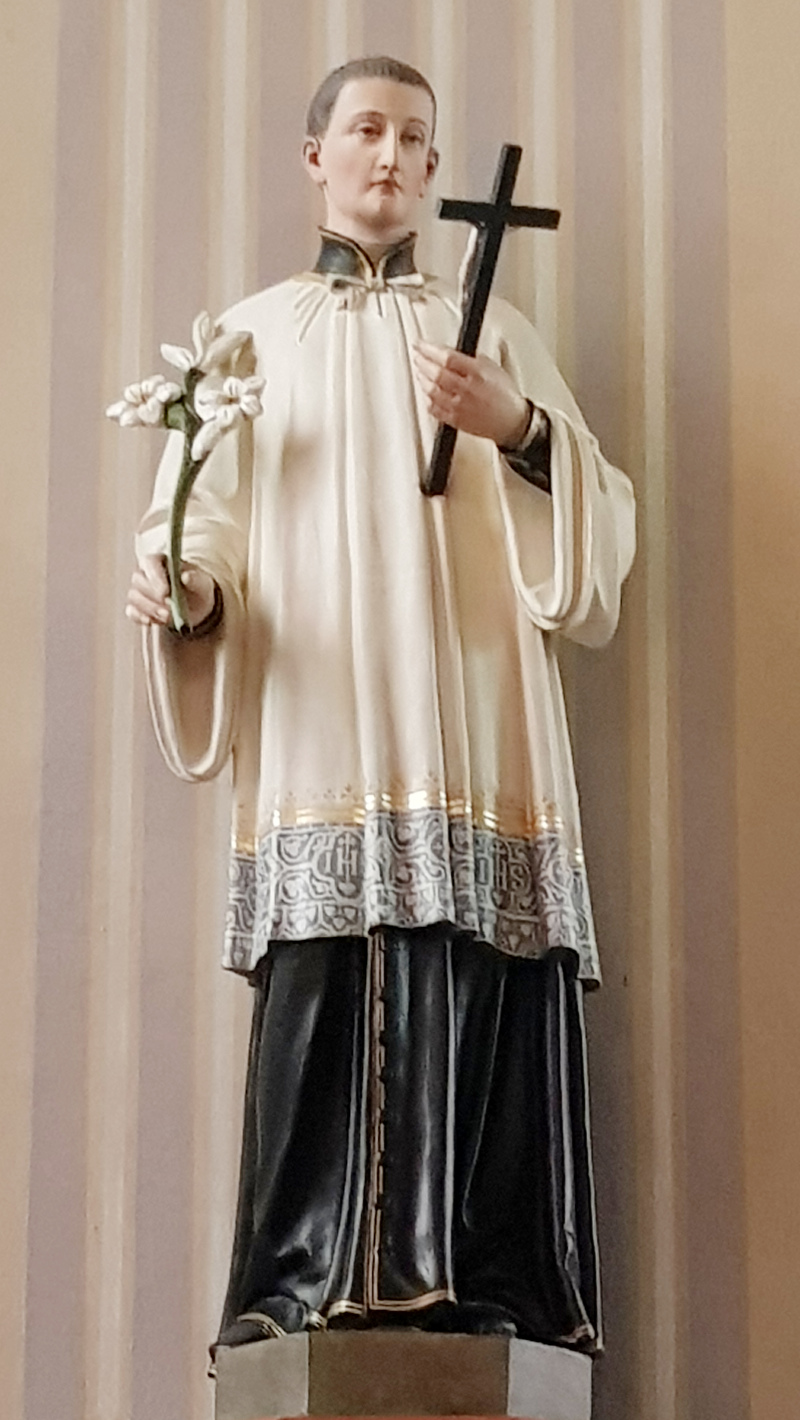
Nord 7 Heiliger Aloisius von Gonzaga

#### Heiligenstatuen auf der Südseite
Die Heiligenfiguren auf den südlichen Säulen der Kirche beginnend von Ost nach West.

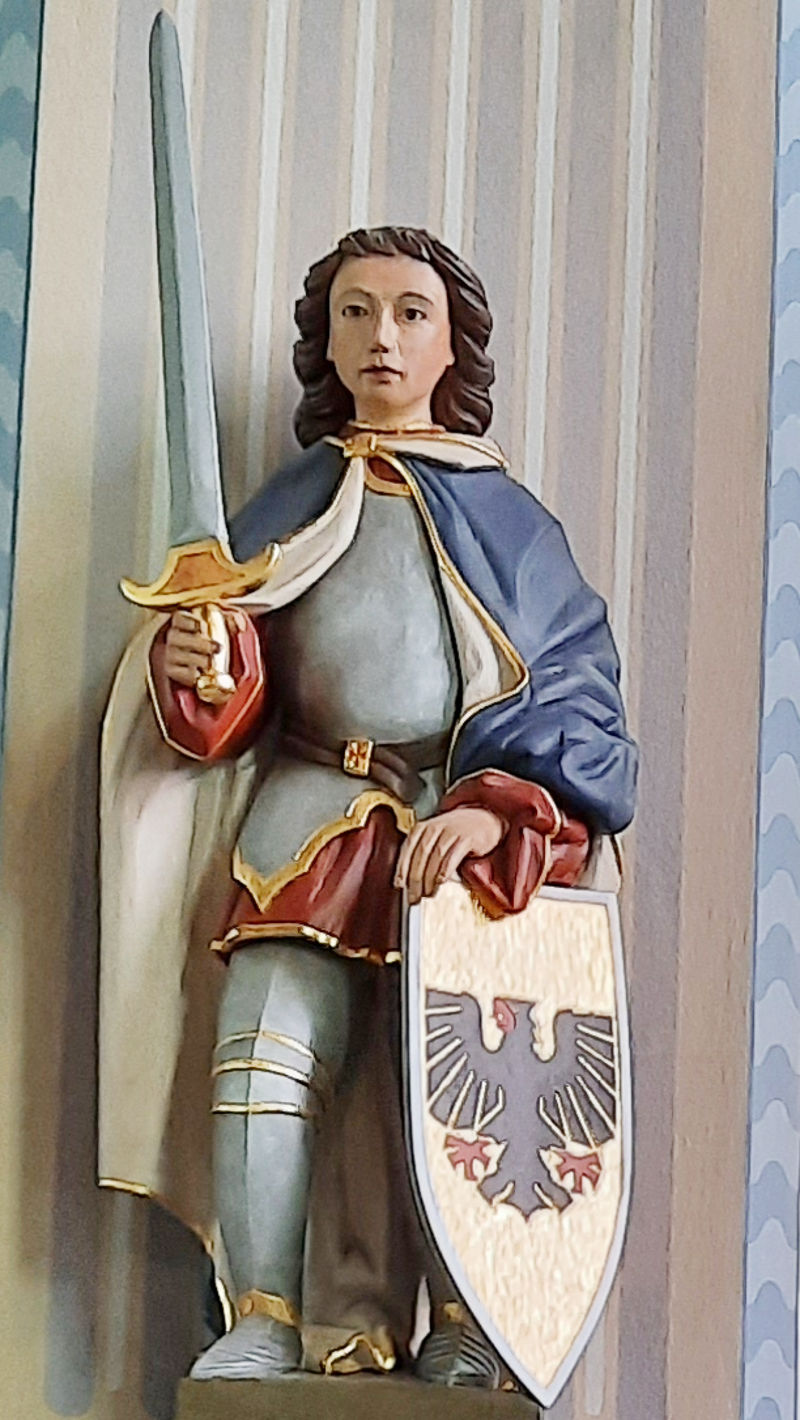
Süd 1 Heiliger Reinoldus
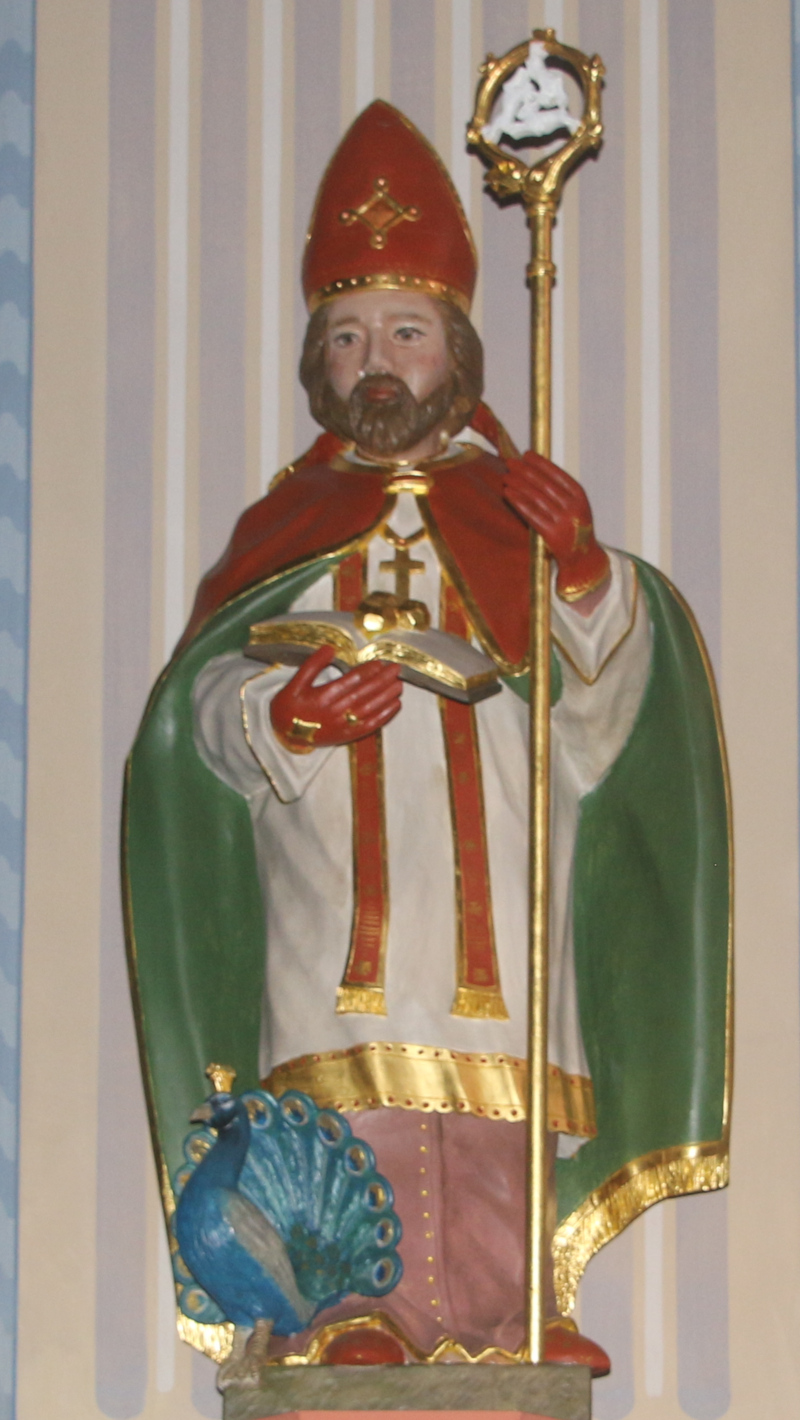
Süd 2 Heiliger Liborius
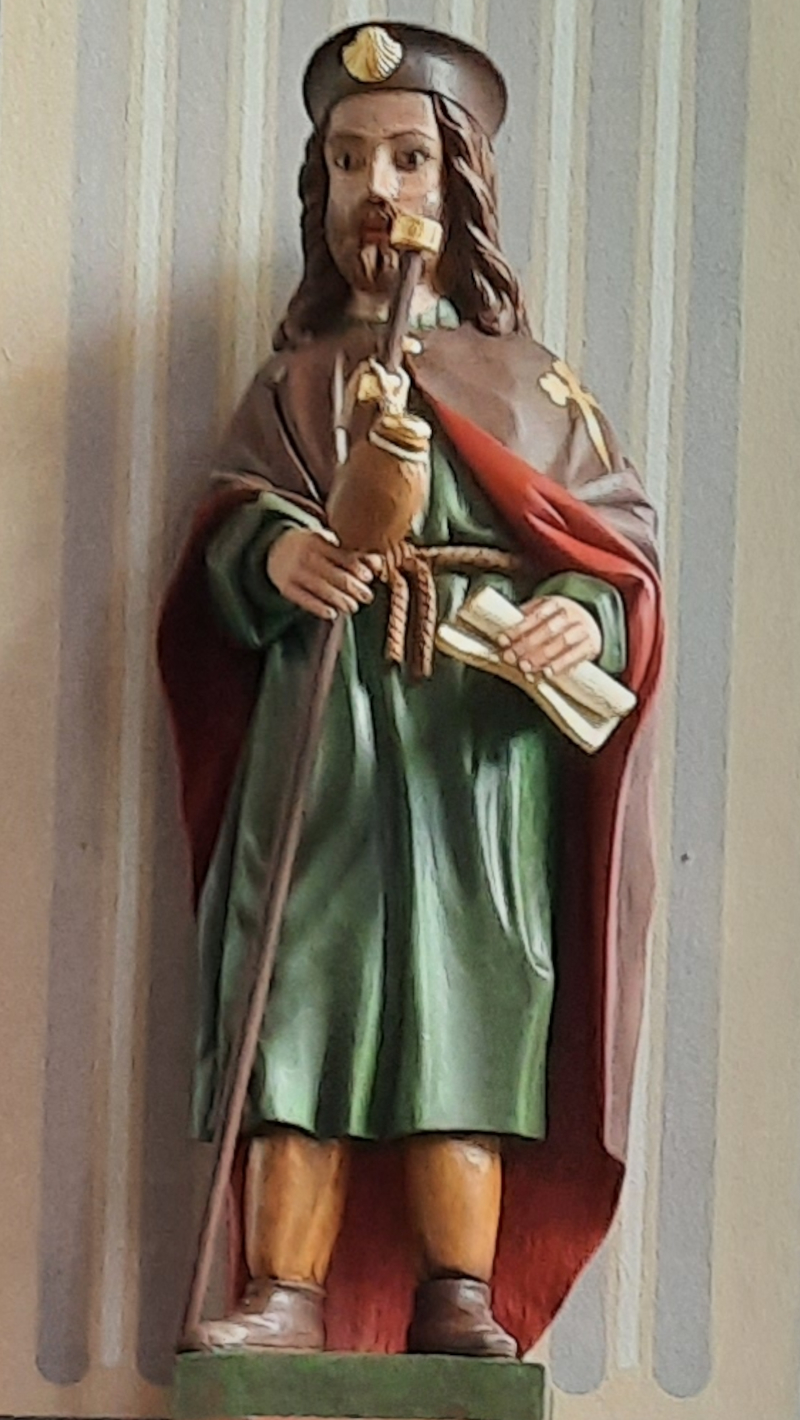
Süd 3 Heiliger Jakobus der Ältere
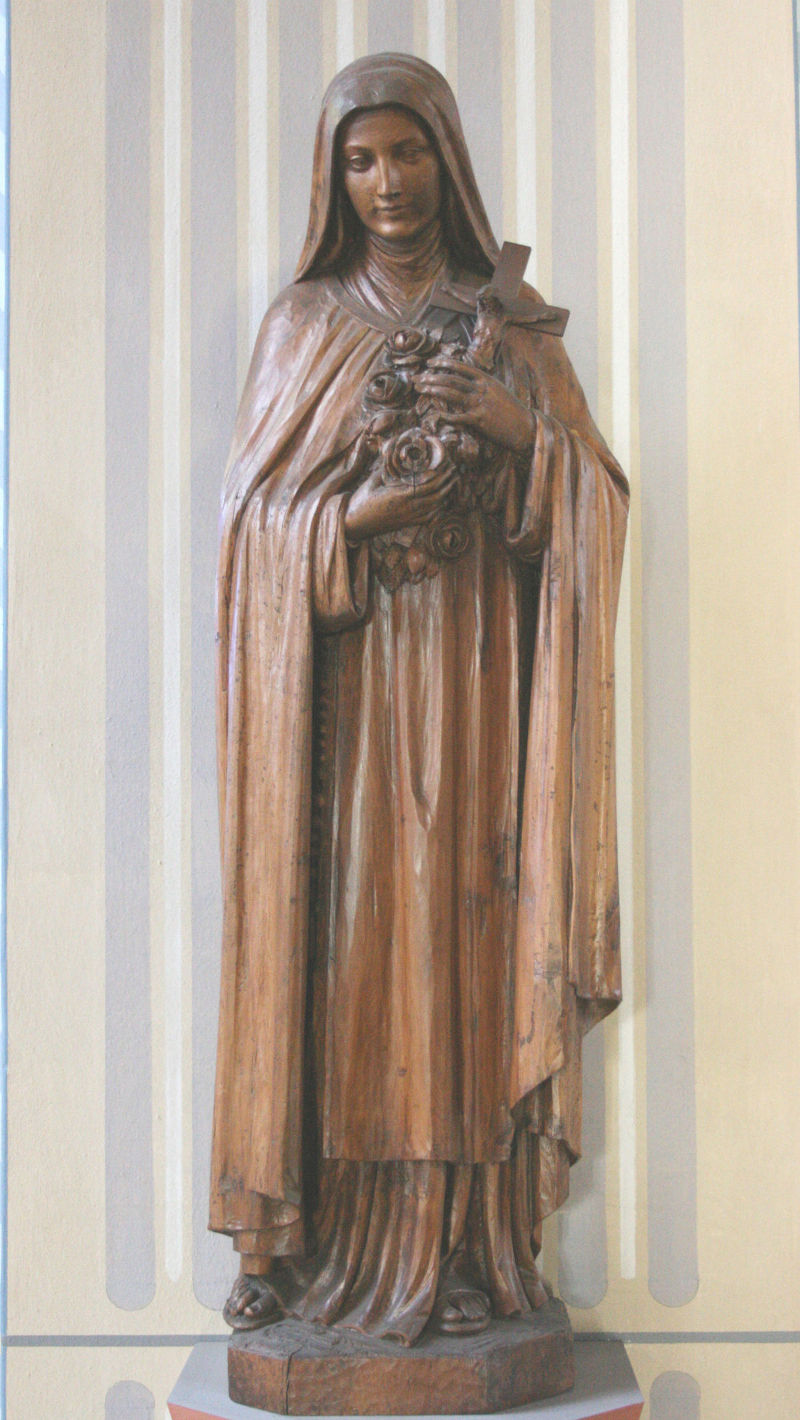
Süd 4 Heilige Therese von Lisieux
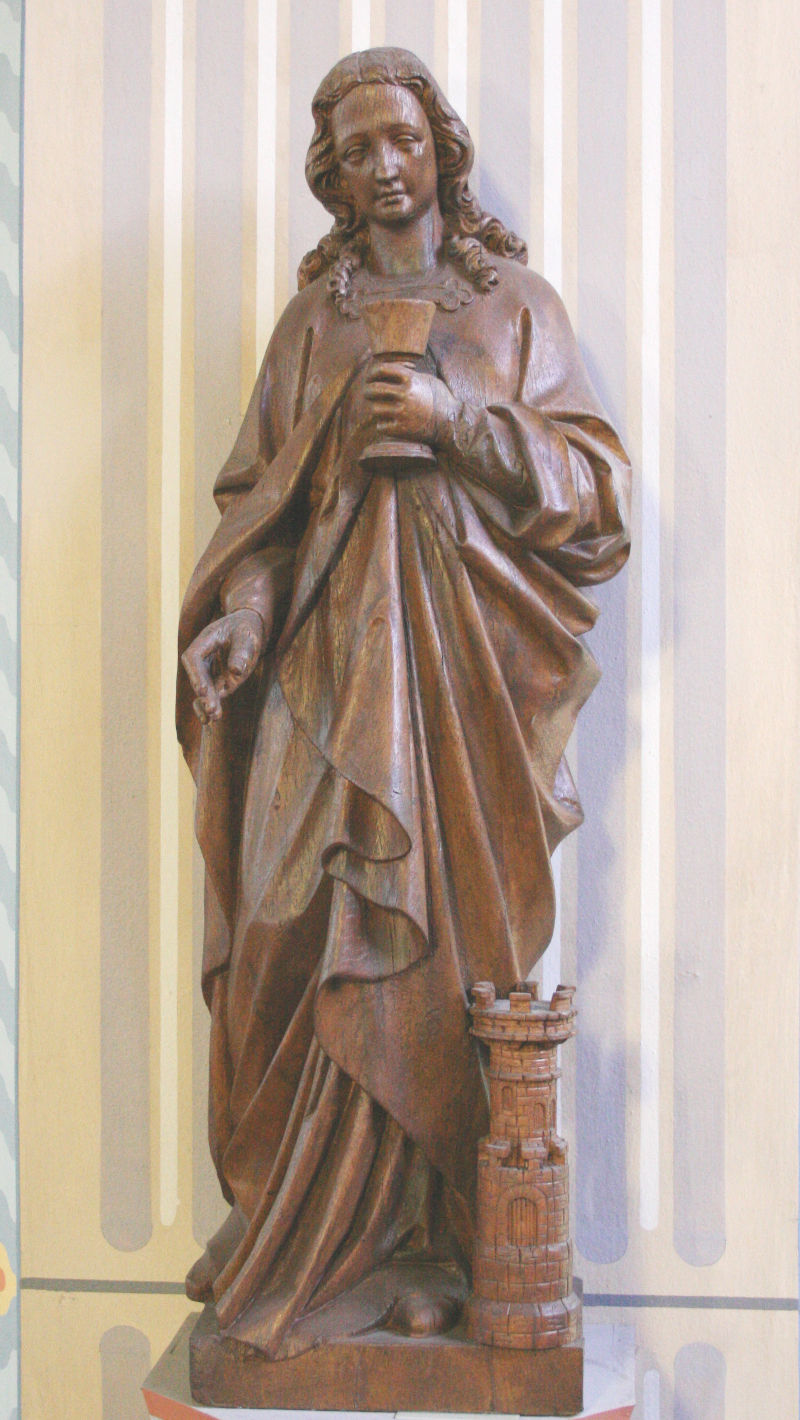
Süd 5 Heilige Barbara von Nikomedien
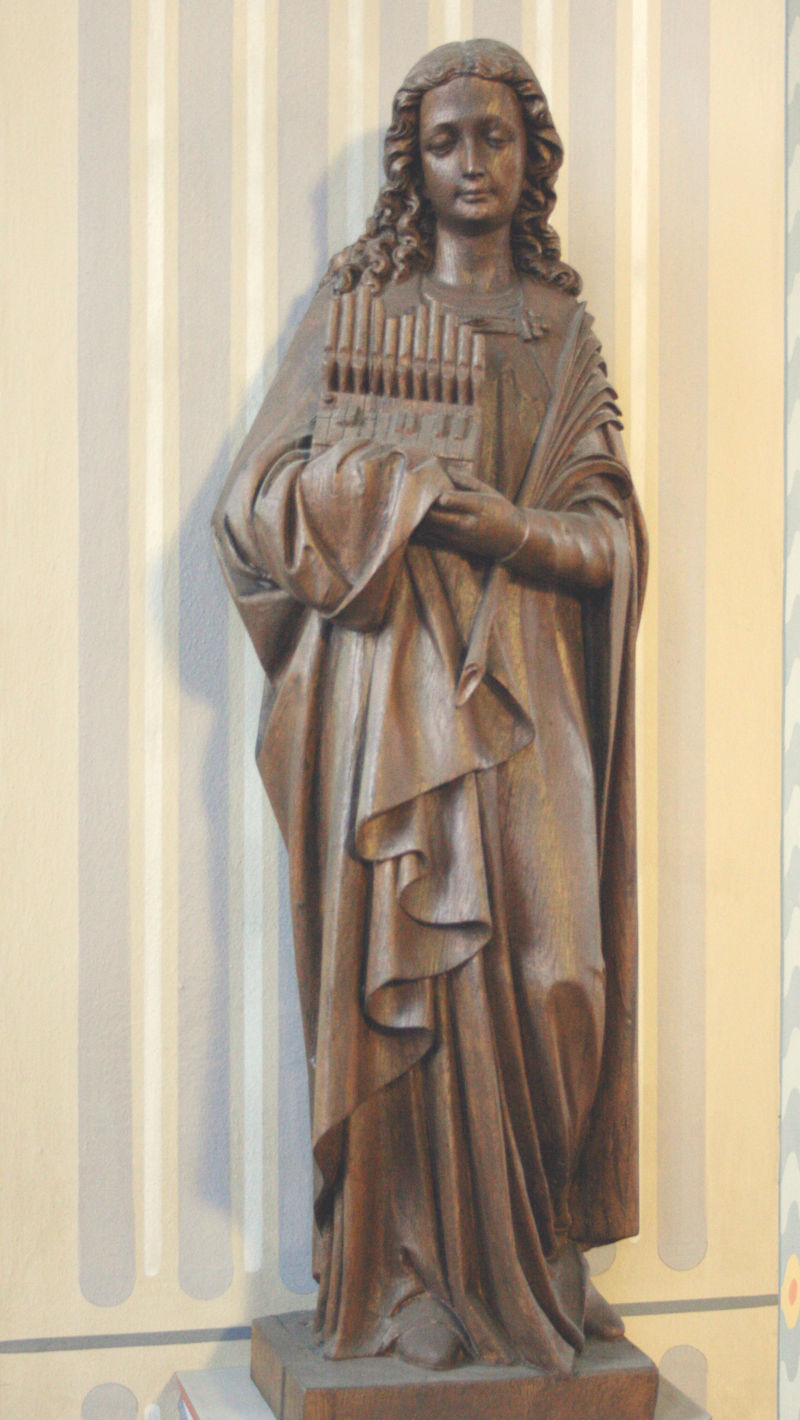
Süd 6 Heilige Cäcilie von Rom
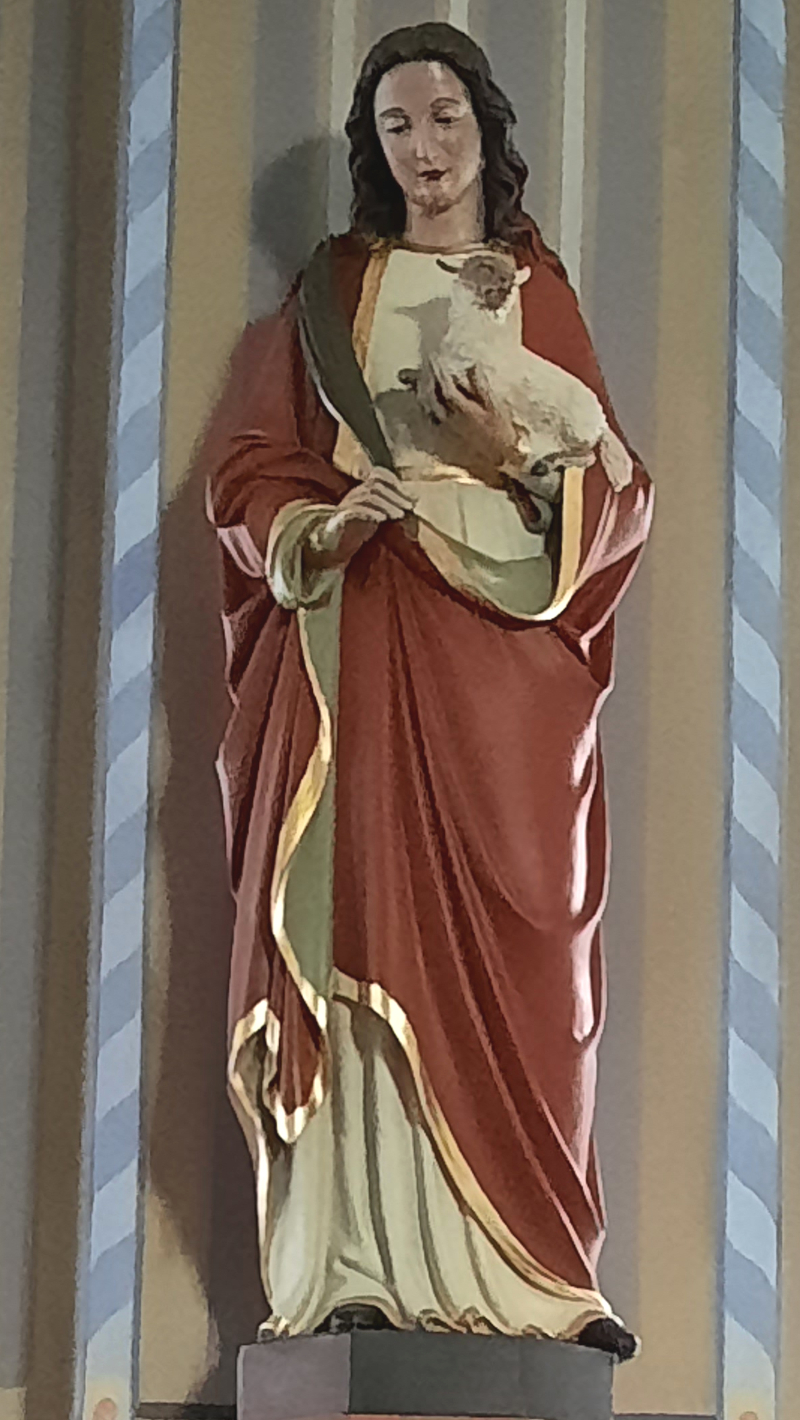
Süd 7 Heilige Agnes von Rom

#### Heiligenstatuen an der Westseite
Zwei weitere Heilige Antonius von Padua und Maria befinden sich an der Westseite in der Kirche unter der Orgelbühne.

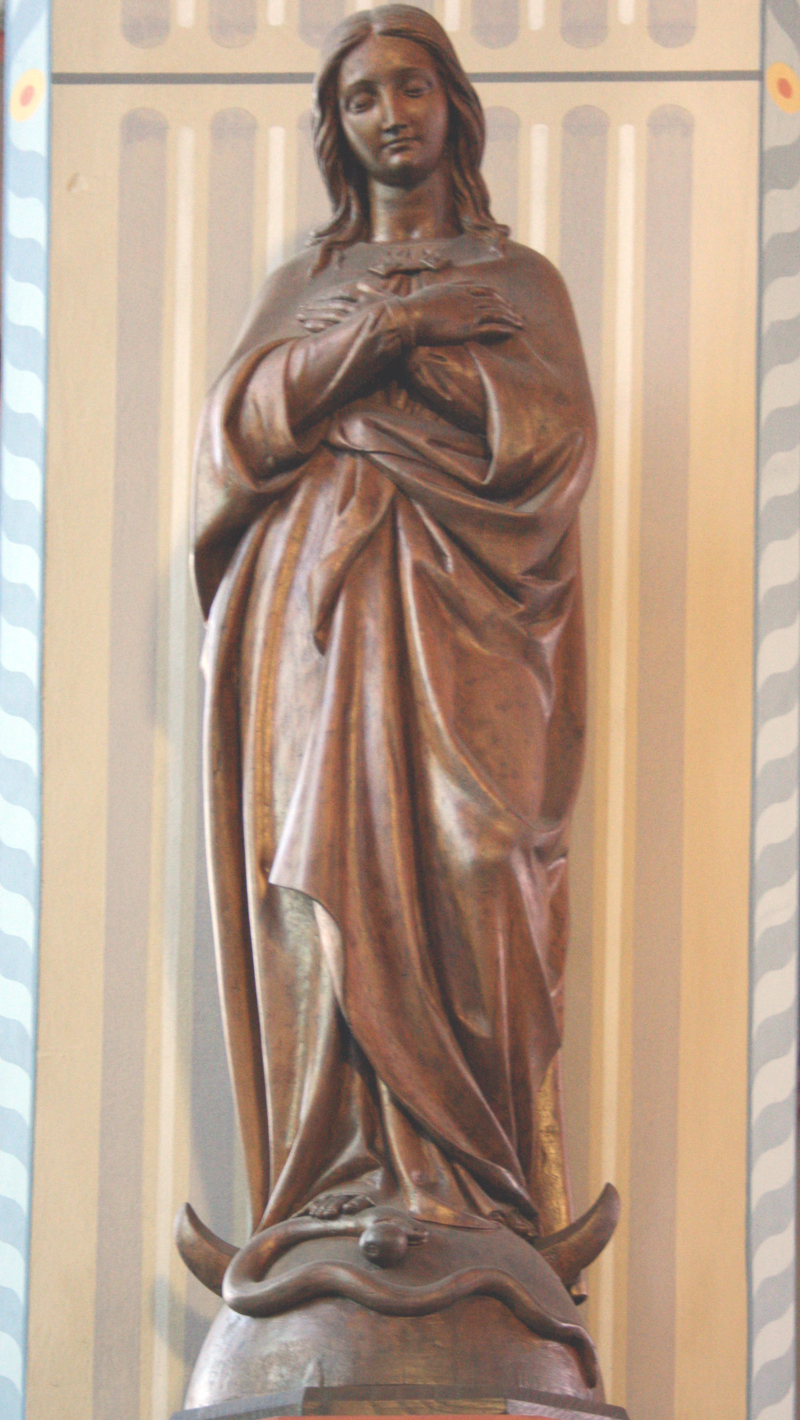
Heilige Maria
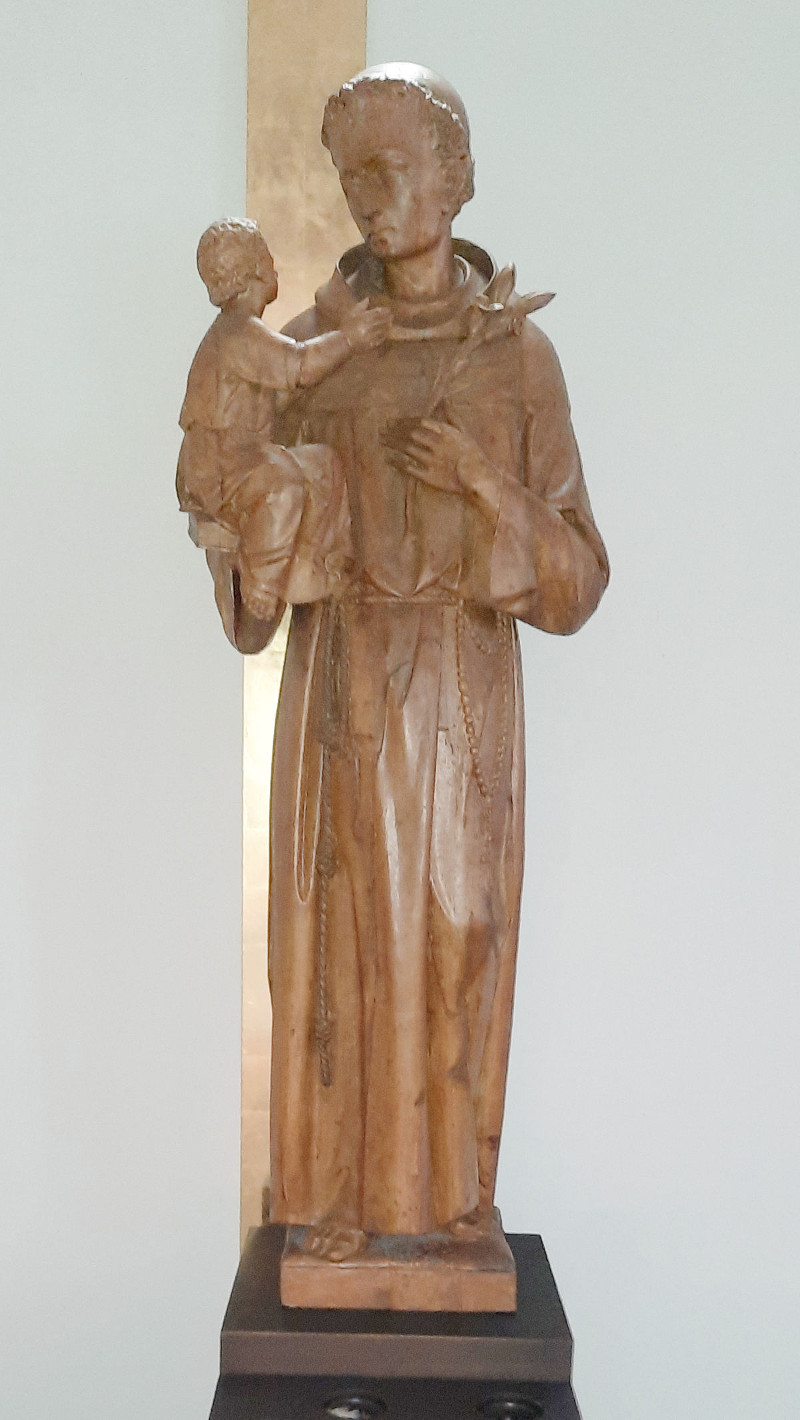
Heiliger Antonius von Padua

### Kirchenkrippe
Die Krippe ist die älteste Kirchenkrippe Dortmunds. Sie besteht aus 16 polychromierten Gipsfiguren aus der Mitte des 19. Jahrhunderts. Die Figuren sind zwischen 76 cm und 83 cm groß. Die Krippe wurde 1871 vom Franziskanerkloster in Werl erworben.

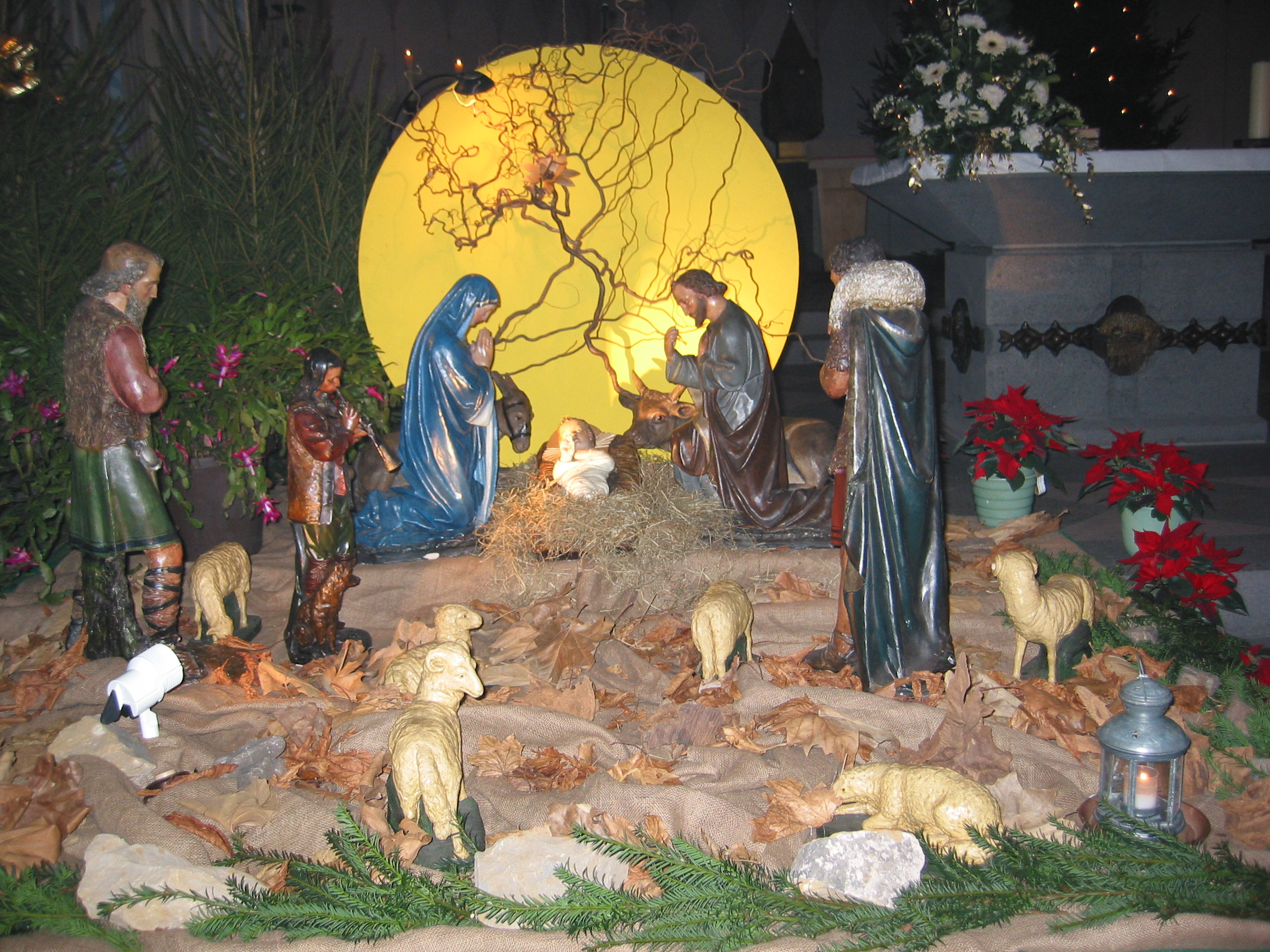
Heilige Familie

### Reliquie
Im Altar befindet sich eine Reliquie des Heiligen Liborius.